# Cá mập trắng lớn
Cá mập trắng lớn (danh pháp khoa học: Carcharodon carcharias), còn được biết đến với các tên gọi khác như mũi kim trắng, cái chết trắng, cá mập trắng, là một loài cá mập lớn thuộc bộ Cá nhám thu được tìm thấy ở miền duyên hải trên khắp các đại dương. Cá mập trắng lớn được biết đến vì kích thước của nó, có thể dài tới 6,4 m (21 ft) (mặc dù có những báo cáo công bố nó dài 8 m (26 ft), và cân nặng 3.324 kg (7.328 lb). Loài này trưởng thành về mặt sinh sản khi khoảng 15 năm tuổi và trước đây được cho rằng có vòng đời hơn 30 năm. Vòng đời thực của cá mập trắng còn dài hơn nhiều; nay được ước lượng khoảng 70 năm hay hơn, làm nó trở thành một trong các loài cá sụn sống lâu nhất. Cá mập trắng có thể đạt tốc độ bơi hơn 56 km/h (35 mph).
Cá mập trắng lớn không có kẻ thù tự nhiên nào ngoài cá voi sát thủ. Nó là loài cá ăn thịt lớn nhất còn tồn tại. Nó săn nhiều loài động vật có vú biển, cũng như cá và chim biển. Nó là loài duy nhất còn sống sót trong chi Carcharodon, và đứng đầu trong các loài cá mập tấn công con người. IUCN liệt kê cá mập trắng lớn là loài sắp nguy cấp, trong khi nó nằm trong Appendix II của CITES.
Tiểu thuyết Jaws của Peter Benchley và bộ phim bom tấn của Steven Spielberg khắc họa cá mập trắng lớn như "kẻ ăn thịt người tàn bạo". Con người không phải con mồi ưa thích của cá mập trắng, nhưng nó gây ra số báo cáo và số tử vong lớn nhất trong số các vụ cá mập tấn công.

## Phân loại
Cá mập trắng lớn là một trong nhiều loài lưỡng cư ban đầu được Linnaeus mô tả trong ấn bản thứ 10 năm 1758 của Systema Naturae, tên khoa học đầu tiên của nó là Squalus carcharias. Sau đó, Sir Andrew Smith đã đặt cho nó là Carcharodon như tên chung của nó vào năm 1833, và cũng vào năm 1873. Tên chung được xác định với tên cụ thể của Linnaeus và tên khoa học hiện tại, Carcharodon carcharias, đã được hoàn thành. Carcharodon xuất phát từ những từ Hy Lạp cổ đại karcharos, có nghĩa là "sắc nhọn" hoặc "lởm chởm", và odous, có nghĩa là răng.

### Tổ tiên và hóa thạch

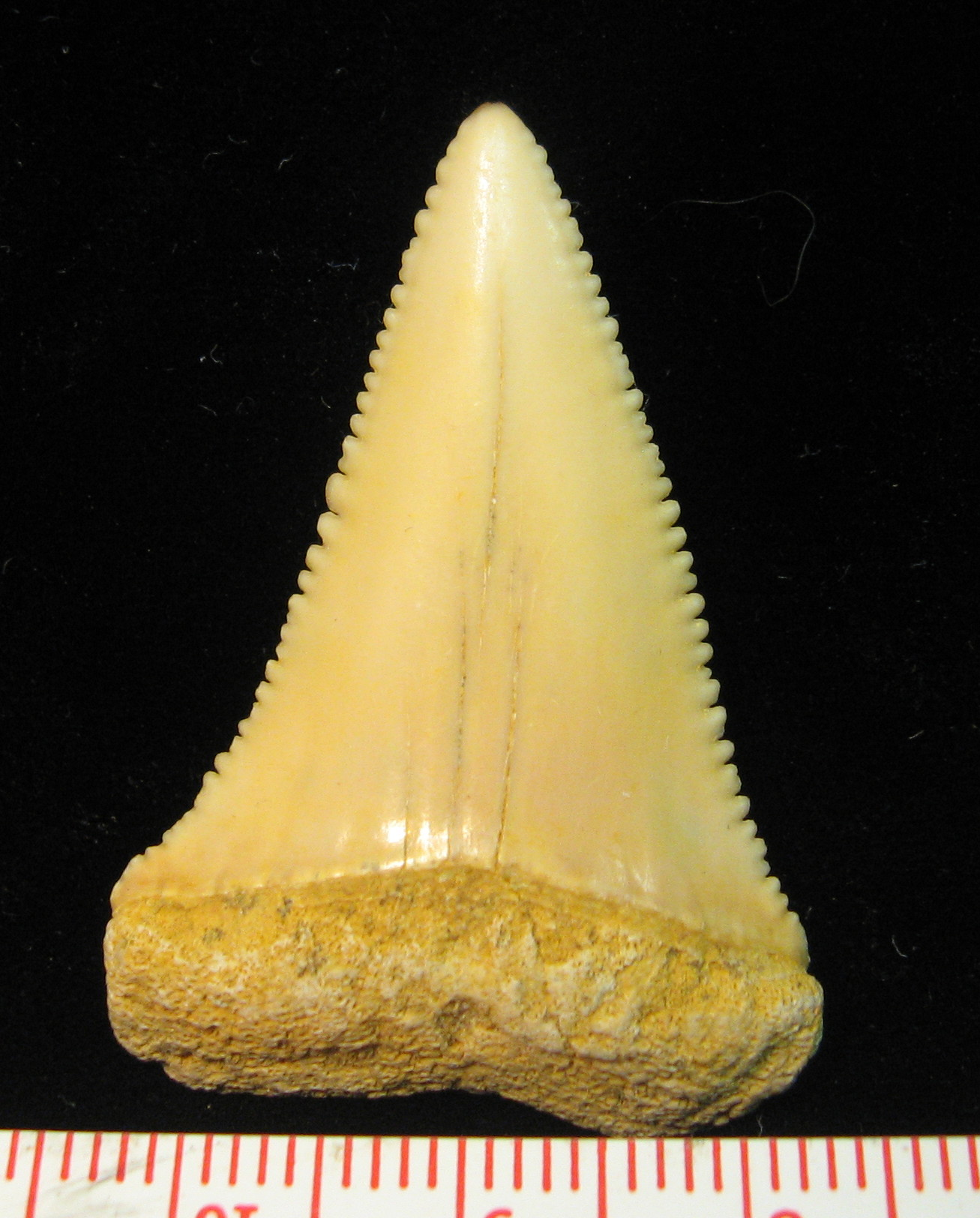
Hóa thạch răng dài 4 cm của C. carcharias thời trầm tích Miocen ở hoang mạc Atacama của Chile.

Hóa thạch đầu tiên được biết đến của cá mập trắng lớn khoảng 16 triệu năm tuổi, trong thời kỳ giữa thế Miocen. Tuy nhiên, sự ra đời của loài này vẫn còn đang tranh cãi. Giả thiết ban đầu cho nguồn gốc của cá mập trắng lớn là nó chia sẻ một tổ tiên chung với một con cá mập thời tiền sử, chẳng hạn như Megalodon. Megalodon có những chiếc răng không quá khác biệt với những con cá mập trắng lớn, nhưng răng của nó có kích thước lớn hơn nhiều. Mặc dù bộ xương sụn không hóa thạch, Megalodon được ước tính là lớn hơn đáng kể so với cá mập trắng lớn, ước tính dài đến 17 m (56 ft) và nặng đến 59413 kg (130.983 lb). Những điểm tương đồng giữa những tàn dư vật lý và kích thước cực đại của cả hai loài cá mập trắng lớn và Megalodon đã khiến nhiều nhà khoa học tin rằng những con cá mập này có quan hệ mật thiết với nhau, và cái tên Carcharodon megalodon được áp dụng cho loài này. Tuy nhiên, một giả thuyết mới đề xuất rằng Megalodon và cá mập trắng lớn là họ hàng xa (mặc dù chia sẻ họ Lamnidae). Cá mập trắng lớn cũng liên hệ chặt chẽ hơn với cá mập mako cổ đại, Isurus hastalis, một lý thuyết dường như được hỗ trợ với việc phát hiện một bộ hàm hoàn chỉnh với 222 răng và 45 đốt sống của sự chuyển tiếp tuyệt chủng loài Carcharodon hubbelli năm 1988 và xuất bản vào ngày 14 tháng 11 năm 2012. Ngoài ra, giả thuyết mới gán C. megalodon cho chi Carcharocles, cũng bao gồm các loài cá mập khổng lồ khác; Otodus obliquus là đại diện cổ đại của dòng dõi Carcharocles tuyệt chủng.

## Phân bố và môi trường sống

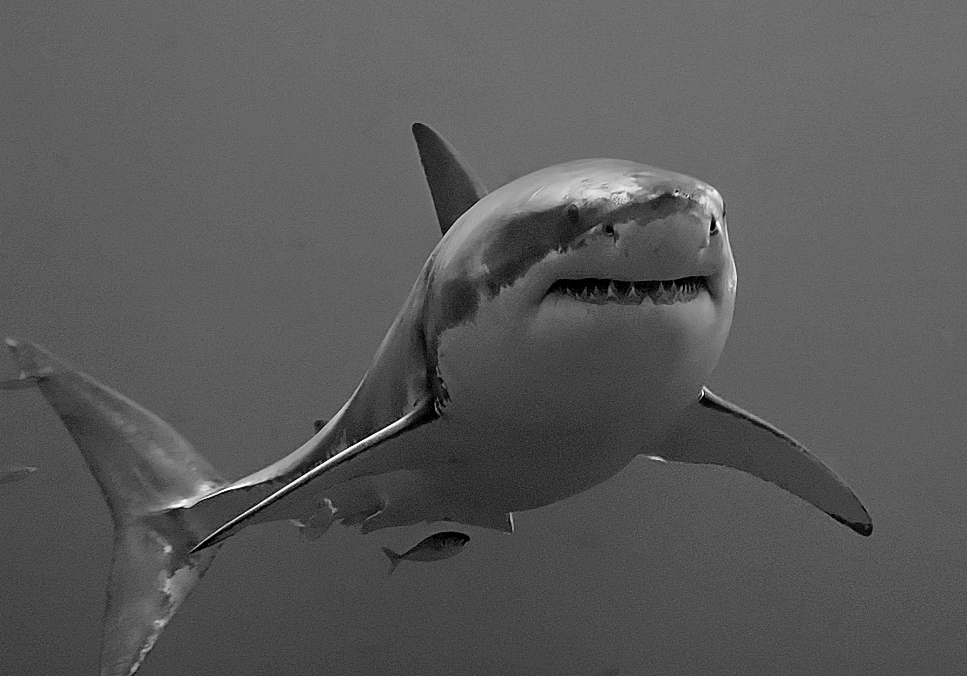
Một con cá mập trắng lớn

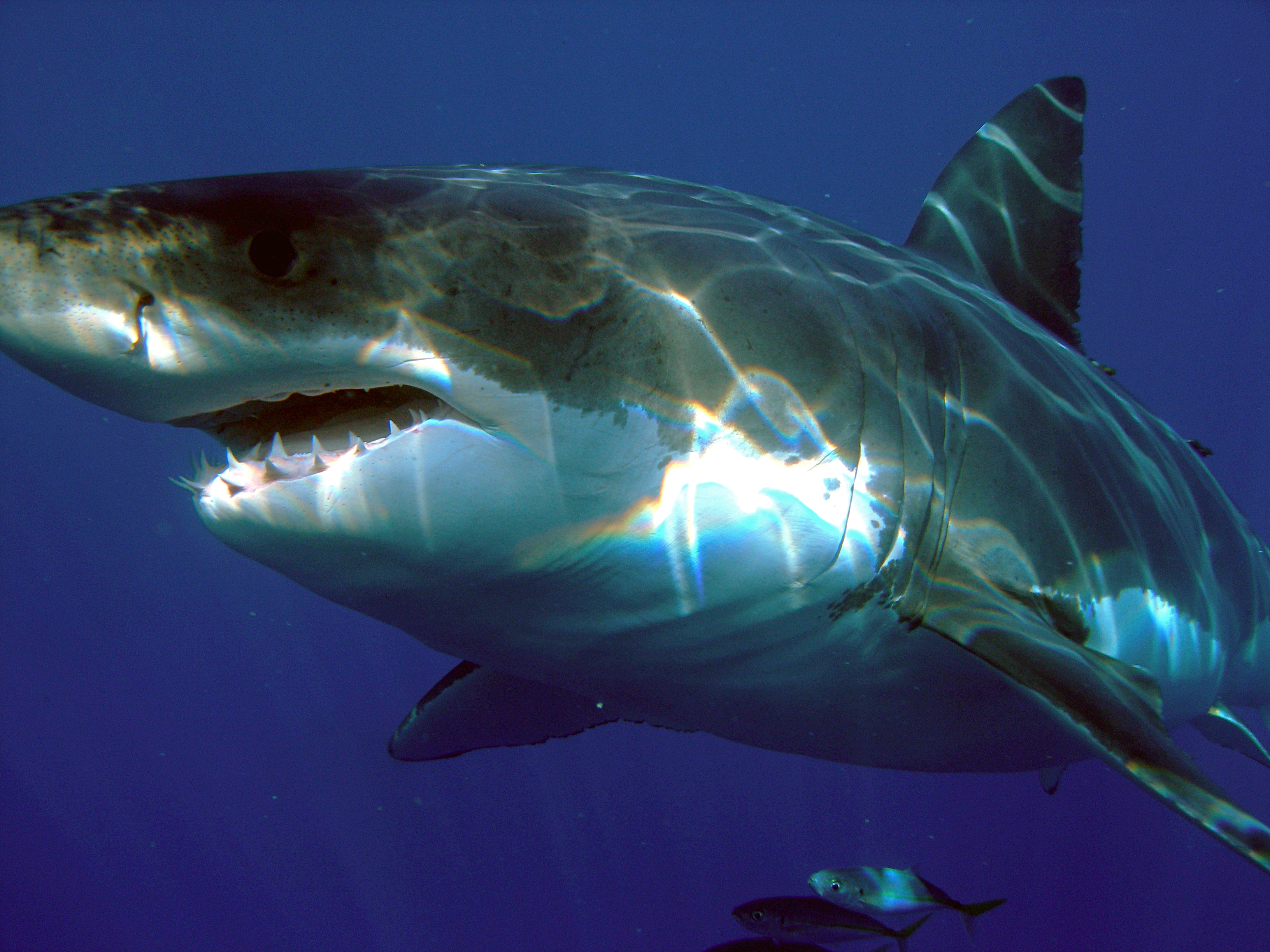
Cá mập trắng lớn ở ngoài khơi đảo Guadalupe, Mexico

Cá mập trắng lớn thường sinh sống ở ven biển và ngoài khơi, nơi có nhiệt độ nước vào khoảng 12 và 24 °C (54 và 75 °F), nhưng tập trung chủ yếu ở ven biển Hoa Kỳ (Đông Bắc Đại Tây Dương và California), Cộng hòa Nam Phi, Nhật Bản, Châu Đại Dương, Chile, và Địa Trung Hải (bao gồm cả biển Marmara và Bosporus. Một trong những quần thể tập trung đông đúc nhất là ở đảo Dyer, thuộc thị trấn Gansbaai, Nam Phi, nơi có biệt danh là "Hành lang cá mập" hay "thủ đô của cá mập trắng". Gần như tất cả những nghiên cứu về cá mập trắng được tiến hành ở đây.
Cá mập trắng lớn là cá tầng nước mặt, được quan sát hầu như chủ yếu ở nơi có nhiều thức ăn, như hải cẩu lông (Arctocephalus ssp.), sư tử biển, cá voi nhỏ, các loài cá mập, và cá xương. Ở vùng biển mở, nó được ghi nhận tại độ sâu 1.200 m (3.900 ft). Phát hiện này làm thay đổi quan điểm rằng cá mập trắng lớn là loài sống ven bờ.
Theo một nghiên cứu gần đây, cá mập trắng lớn California đã di cư đến một khu vực giữa bán đảo Baja California và Hawaii được gọi là White Shark Café để dành ít nhất 100 ngày trước khi di chuyển trở lại Baja. Trên hành trình, chúng bơi chậm và lặn xuống khoảng 900 m (3.000 ft). Sau khi chúng đến, chúng thay đổi hành vi và lặn ngắn khoảng 300 m (980 ft) trong tối đa mười phút. Một con cá mập trắng khác được đánh dấu từ bờ biển Nam Phi bơi đến bờ biển phía nam của Úc và trở lại trong năm. Một nghiên cứu tương tự theo dõi một con cá mập trắng lớn khác từ Nam Phi bơi đến bờ biển phía tây bắc của Úc và ngược lại, một hành trình 20.000 km (12.000 mi; 11.000 nmi) trong dưới chín tháng. Những quan sát này phản bác lại các giả thuyết truyền thống rằng cá mập trắng là những kẻ săn mồi lãnh thổ ven biển, và mở ra khả năng tương tác giữa các quần thể cá mập trước đây được cho là đã rời rạc. Lý do cho việc di cư của họ và những gì họ làm tại điểm đến của họ vẫn chưa được biết. Khả năng bao gồm tìm kiếm thức ăn hoặc giao phối theo mùa.
Một nghiên cứu năm 2018 chỉ ra rằng cá mập trắng thích tụ tập sâu trong các xoáy nước ở Bắc Đại Tây Dương. Những con cá mập được nghiên cứu có khuynh hướng ưa thích các xoáy nước ấm áp, dành ra những giờ ban ngày ở độ sâu 450 mét và đến bề mặt vào ban đêm.

## Đặc điểm

### Hình dạng

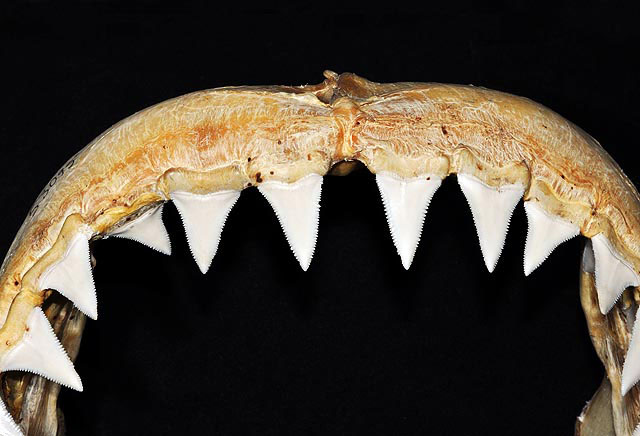
Răng trên

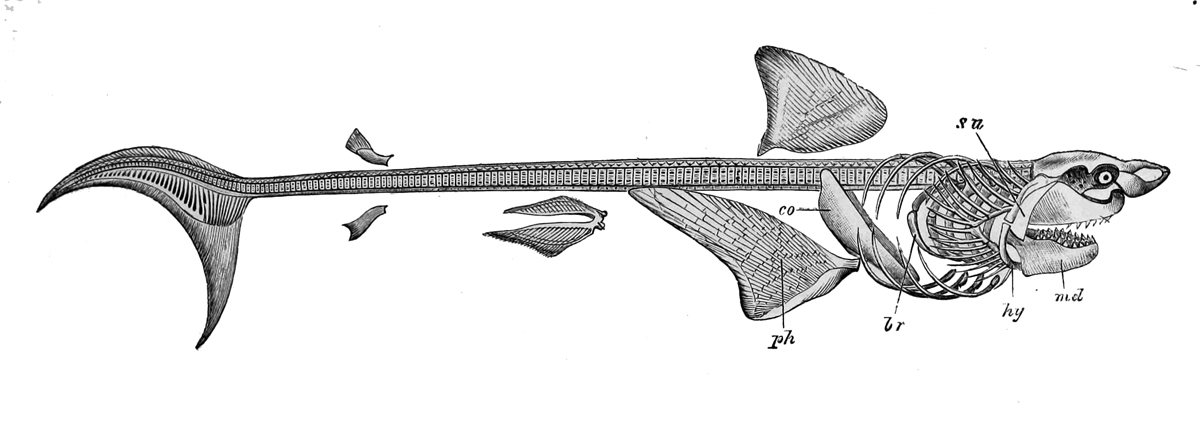
Bộ xương cá mập trắng lớn

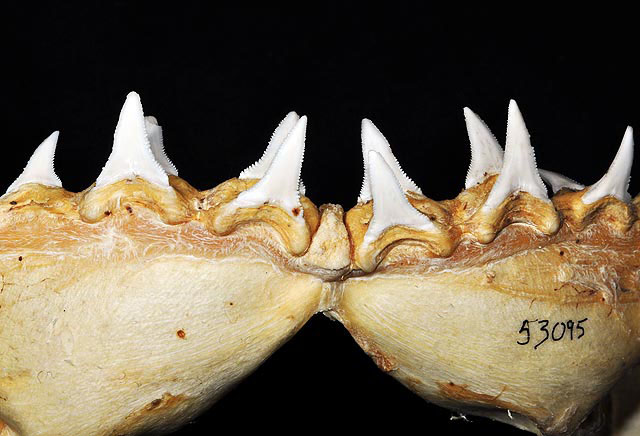
Răng dưới

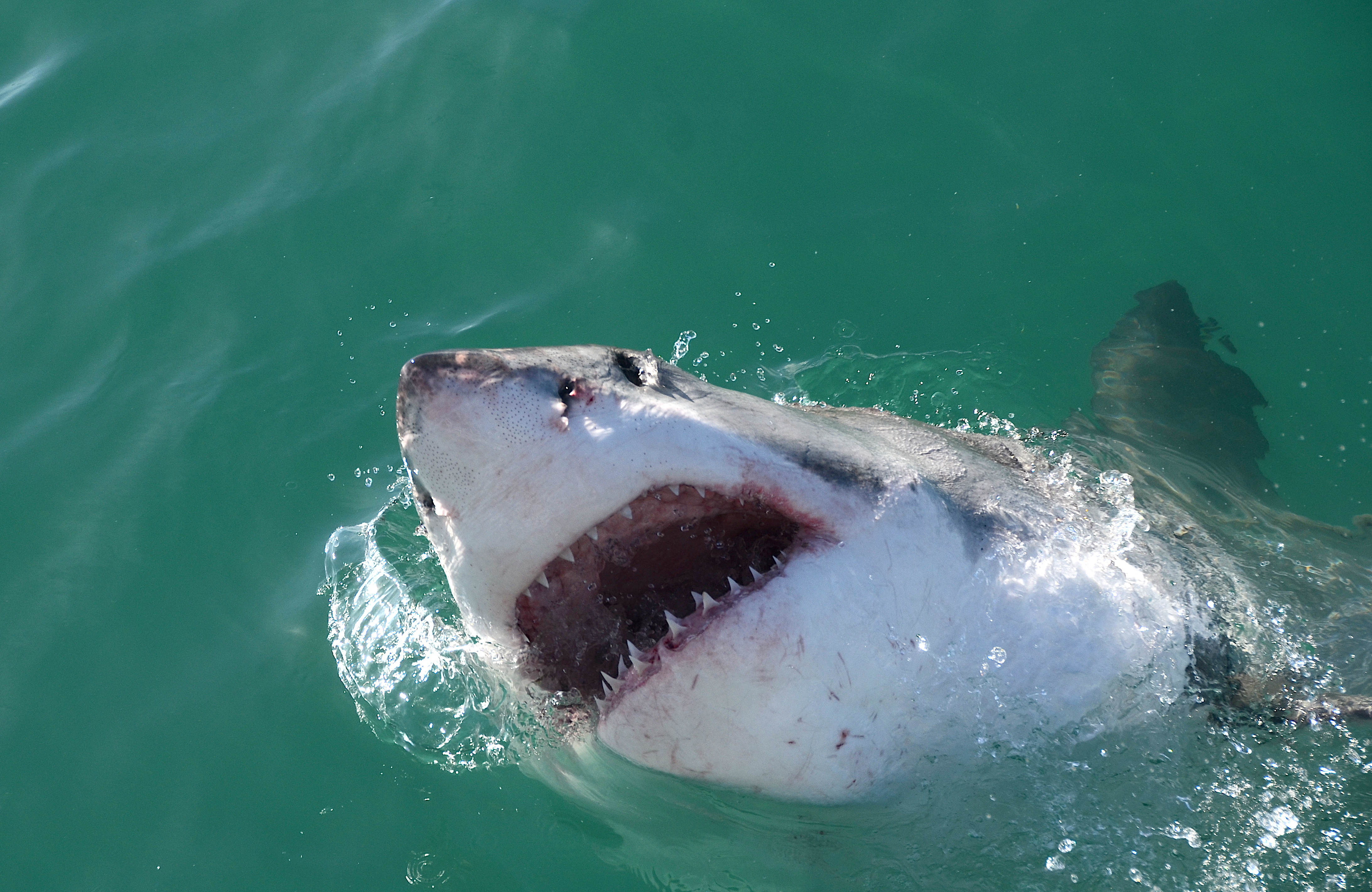
Một con cá mập trắng gần Gansbaai, Nam Phi với hàm trên và hàm dưới

Cá mập trắng lớn có mõm hình nón lớn, khỏe mạnh. Các thùy trên và dưới trên vây đuôi có kích thước xấp xỉ giống với một số loài trong bộ Cá nhám thu. Bụng của chúng có màu trắng, trong khi lưng thường có màu xám (đôi khi là màu nâu hoặc màu xanh). Màu sắc làm cho con mồi khó phát hiện ra con cá mập vì nó phá vỡ đường viền của cá mập khi nhìn từ phía bên. Từ trên cao, bóng tối hơn pha trộn với biển và từ bên dưới nó cho thấy một hình bóng tối thiểu so với ánh sáng mặt trời. Cá mập trắng lớn, giống như nhiều loài cá mập khác, có hàng răng răng cưa phía sau những răng chính, sẵn sàng thay thế bất kỳ răng nào bị gãy. Khi cá mập cắn, nó lắc đầu của nó sang một bên, giúp hàm răng có thể xé được những khối thịt lớn. Cá mập trắng lớn, giống như các loài cá nhám thu khác, có đôi mắt to hơn các loài cá mập khác tương ứng với kích thước cơ thể của chúng. Tròng mắt là màu xanh đậm thay vì màu đen.

### Kích thước
Cá mập trắng lớn dài khoảng 1,2 m (3,9 ft) khi mới sinh ra, và tăng trưởng khoảng 25 cm (9,8 in) mỗi năm. Cá mập trắng lớn đực khi trưởng thành đạt chiều dài 3,5–4,0 m (11,5–13,1 ft), cá cái 4,5–5,0 m (14,8–16,4 ft). Con trưởng thành thông thường dài 4–5,2 m (13–17 ft) và có khối lượng 680–1.100 kg (1.500–2.430 lb). Con cái thông thường lớn hơn con đực. Cá mập trắng lớn có thể đạt chiều dài 6,4 m (21 ft) và trọng lượng 3.324 kg (7.328 lb). Cá trưởng thành nặng trung bình 522–771 kg (1.151–1.700 lb), tuy nhiên, con cái trưởng thành có thể có khối lượng trung bình 680–1,110 kg (1.500–2.450 lb). Các con cái lớn nhất đã được xác nhận có chiều dài tới 6,1 m (20 ft) và trọng lượng khoảng 1,905 kg (4.200 lb), thậm chí có thể lên đến 2.268 kg (5.000 lb). Kích thước tối đa còn nhiều tranh cãi vì vài báo cáo có ước lượng phóng đại hay đưa ra những chứng cứ chưa thuyết phục. Trong các loài cá sụn, chỉ có cá nhám voi (Rhincodon typus), cá nhám phơi nắng (Cetorhinus maximus) và cá nạng hải (Manta birostris), là lớn và nặng hơn cá mập trắng. Nhưng cả ba loài này nó chung có tính tình khá hiền lành và chỉ ăn lọc các sinh vật rất nhỏ.
Theo J. E. Randall, con cá mập trắng lớn nhất được đo một cách đáng tin cậy là cá nhân 6.0 m (19.7 ft) được báo cáo từ Ledge Point, Tây Úc vào năm 1987. Một mẫu trắng lớn có kích thước tương tự đã được Trung tâm Nghiên cứu Cá mập Canada xác nhận: Một con cái bị bắt bởi David McKendrick Alberton, ở đảo Prince Edward, vào tháng 8 năm 1988 ở Vịnh St. Lawrence ngoài Đảo Prince Edward. Con này dài tới 6,1 m (20 ft). Tuy nhiên, có một báo cáo được xem là đáng tin cậy bởi một số chuyên gia trong quá khứ, về một mẫu cá mập trắng lớn hơn ở Cuba vào năm 1945. Mẫu vật này dài 6,4 m (21 ft) và có khối lượng cơ thể ước tính là 3.324 kg (7,328 lb). Tuy nhiên, các nghiên cứu sau này cũng tiết lộ rằng mẫu vật đặc biệt này thực sự chỉ dài khoảng 4,9 m (16 ft), một mẫu vật trong phạm vi kích thước tối đa trung bình. Con cá mập trắng lớn nhất được công nhận bởi Hiệp hội Cá Quốc tế (IGFA) là một cá thể được đánh bắt bởi Alf Dean ở vùng biển Nam Úc vào năm 1959, nặng 1.208 kg (2.663 lb). Một số con lớn hơn bắt được bởi những người đánh bắt cá đã được xác minh, nhưng sau đó không được công nhận bởi vi phạm quy tắc.

### Lực cắn
Một nghiên cứu năm 2007 của Đại học New South Wales ở Sydney, Úc, đã sử dụng các lần quét CT sọ và một mô hình máy tính của cá mập để đo lực cắn tối đa của cá mập trắng. Nghiên cứu cho thấy các lực lượng và hành vi sọ của nó được điều chỉnh để xử lý và giải quyết các lý thuyết cạnh tranh về hành vi ăn uống của nó. Trong năm 2008, một nhóm các nhà khoa học do Stephen Wroe dẫn đầu đã tiến hành một thí nghiệm để xác định sức mạnh hàm của cá mập trắng và kết quả cho thấy rằng một mẫu vật có khối lượng 3.324 kg (7.328 lb) có thể gây ra một lực cắn 18.216 newton (4.095 lbf).

## Tập tính

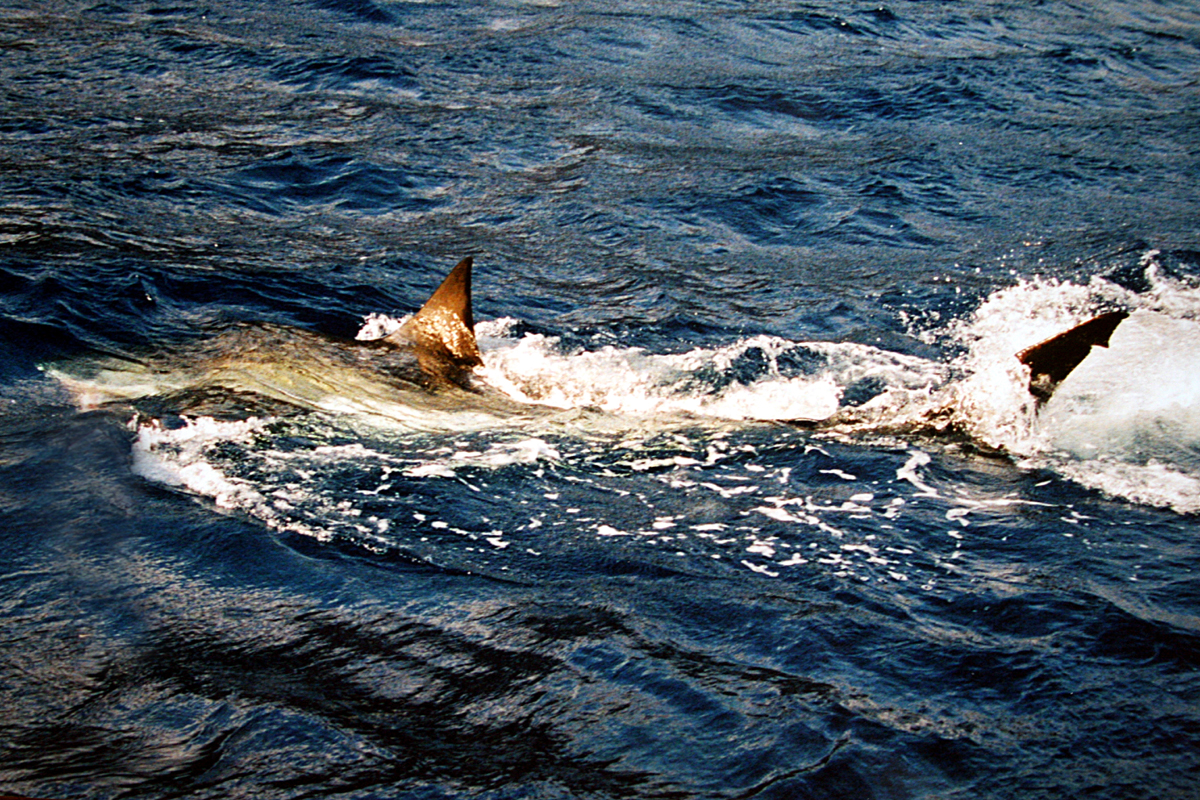
Một con cá mập trắng đang bơi

Hành vi và cấu trúc xã hội của cá mập này không được hiểu rõ. Ở Nam Phi, cá mập trắng có một hệ thống phân cấp thống trị phụ thuộc vào kích thước, giới tính và quyền lãnh thổ: Con cái thống trị con đực, cá mập lớn hơn thống trị cá mập nhỏ hơn, và những cá thể đã sống lâu ở một khu vực thống trị cá thể mới đến. Khi săn mồi, cá mập trắng có khuynh hướng tách biệt và giải quyết mâu thuẫn với các nghi thức và hiển thị. Cá mập trắng hiếm khi dùng để chiến đấu mặc dù một số cá thể đã được tìm thấy với vết cắn với những con cá mập trắng khác. Điều này gợi ý rằng khi hai cá thể tiếp cận quá gần nhau, chúng phản ứng với một vết cắn cảnh báo. Một khả năng khác là cá mập trắng cắn để thể hiện sự thống trị của chúng.

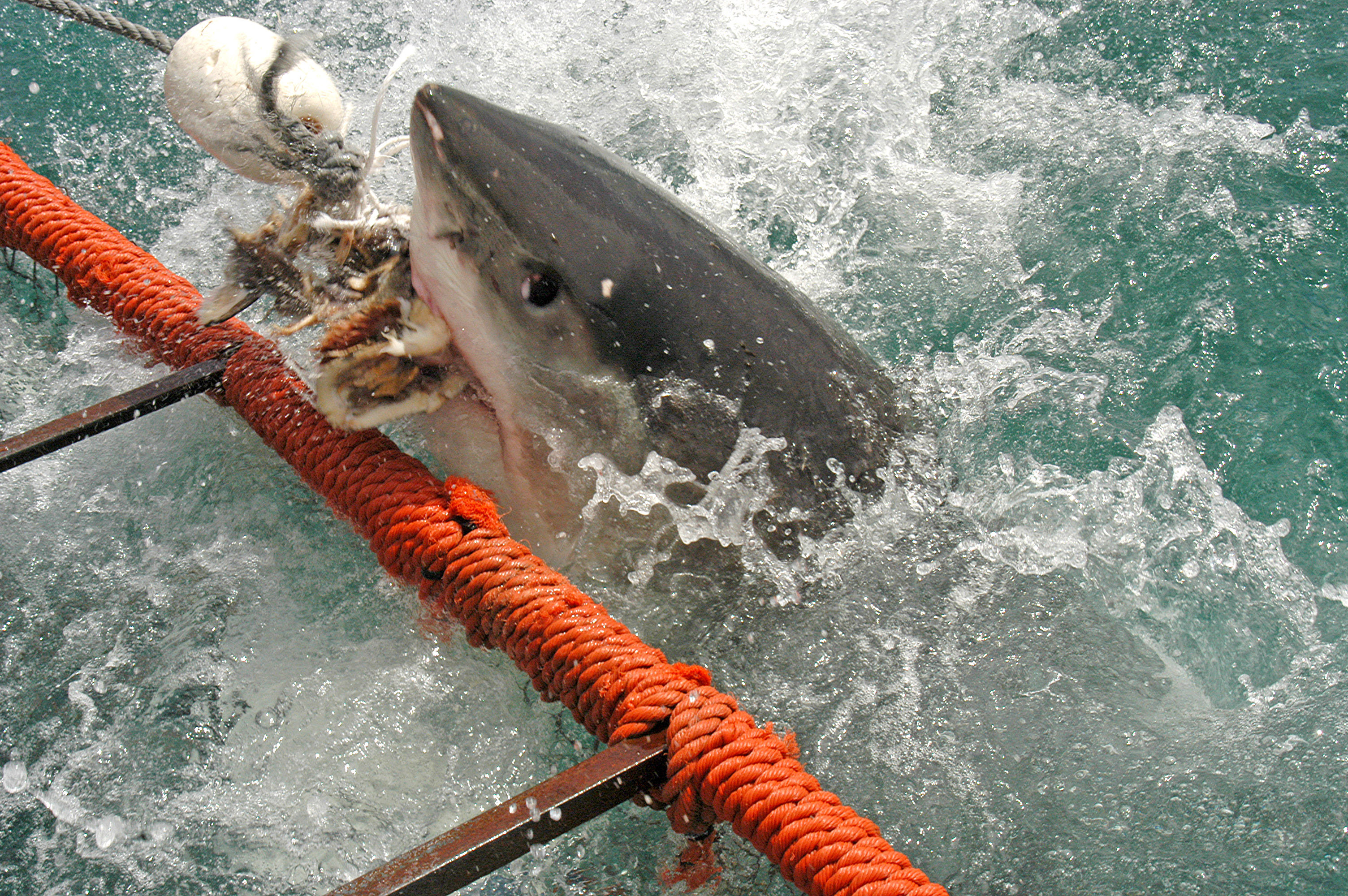
Cá mập trắng lớn cắn vào đầu cá dùng để dụ mồi bên cạnh một cái lồng ở Vịnh False, Nam Phi

Cá mập trắng lớn là một trong số ít cá mập được biết đến thường xuyên ngẩng đầu lên trên mặt biển để nhìn vào các vật khác như con mồi. Điều này được gọi là gián điệp nhảy. Hành vi này cũng đã được thấy trong ít nhất một nhóm cá mập vây đen, nhưng điều này có thể học được từ sự tương tác với con người (theo lý thuyết rằng cá mập cũng có thể ngửi mùi tốt hơn vì mùi di chuyển trong không khí nhanh hơn nước). Cá mập trắng thường là loài động vật rất tò mò, khá thông minh và cũng có thể chuyển sang xã hội hóa nếu tình huống đòi hỏi nó. Tại Đảo Seal, cá mập trắng đã được quan sát đến và khởi hành trong "gia tộc" ổn định của hai đến sáu cá nhân trên cơ sở hàng năm. Trong thực tế, cấu trúc xã hội của một gia tộc có lẽ là phù hợp nhất so với một bầy sói; trong đó mỗi thành viên có một cấp bậc được thiết lập rõ ràng và mỗi đàn có một con lãnh đạo. Khi các thành viên của các gia tộc khác nhau gặp nhau, chúng thiết lập xếp hạng xã hội bất bạo động thông qua bất kỳ sự tương tác nào.

### Chế độ ăn

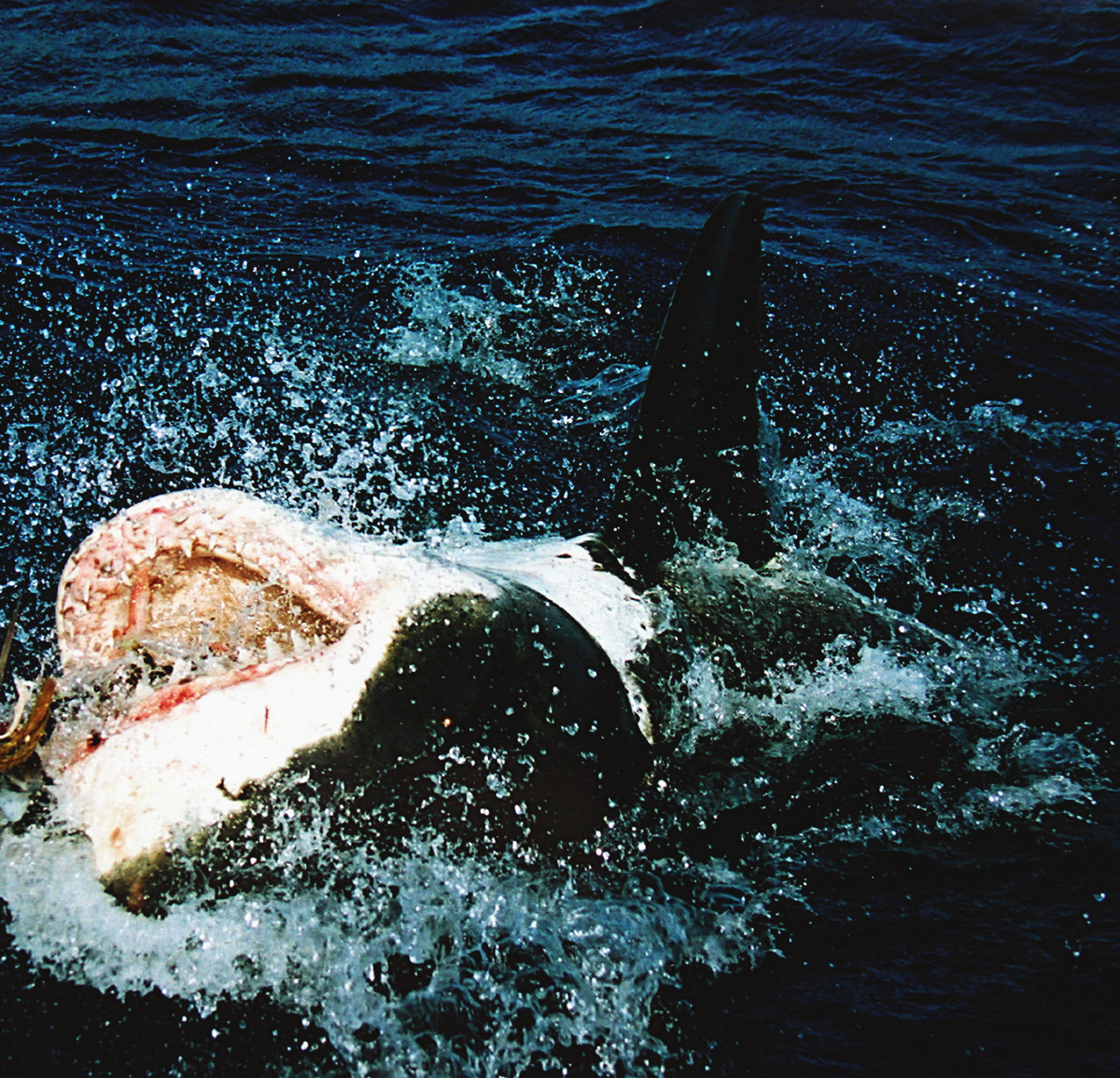
Một con cá mập trắng lớn quay lưng lại trong khi săn mồi dụ là một con cá ngừ

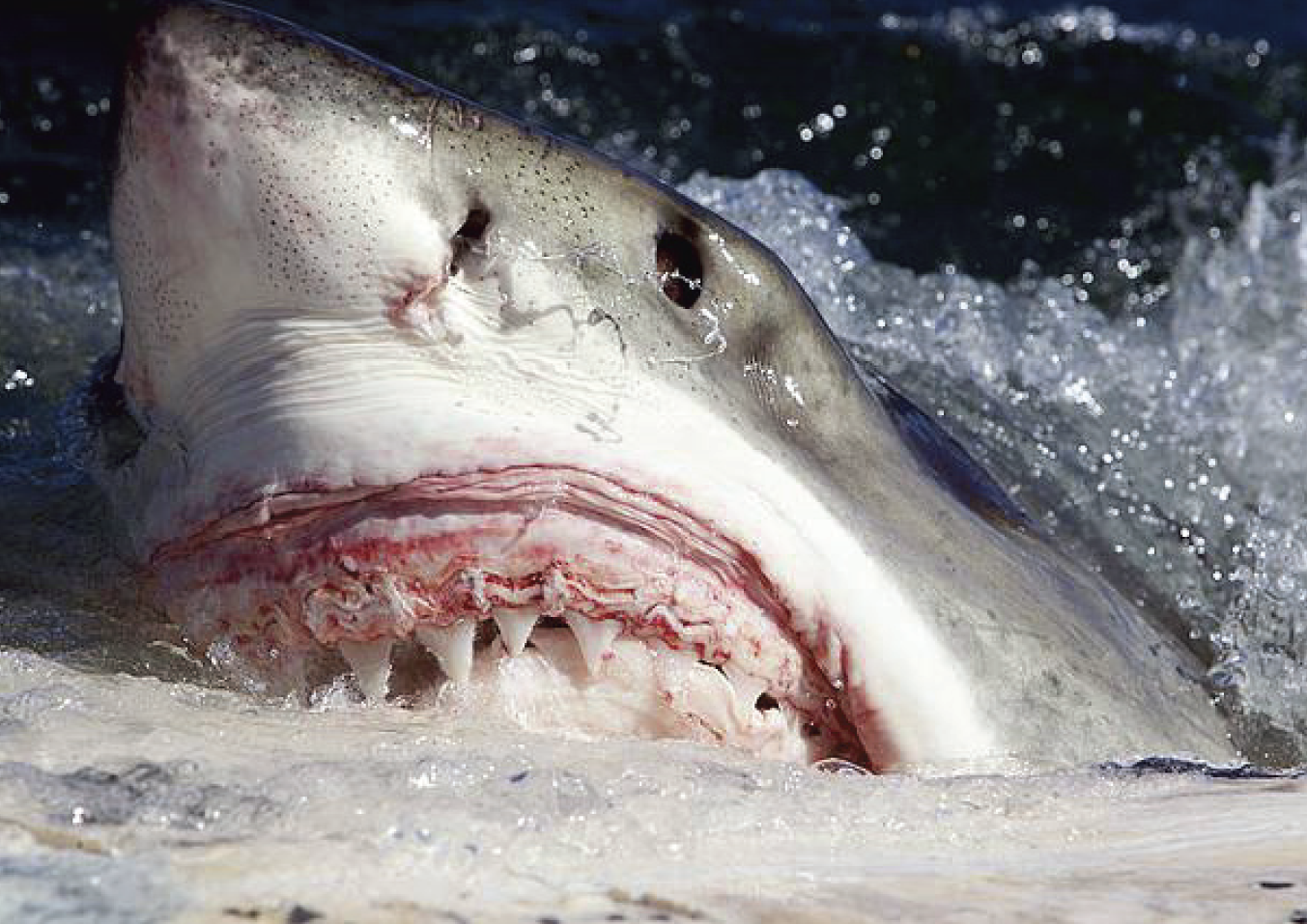
Một con cá mập trắng đang ăn xác của một con cá voi.

Cá mập trắng lớn là loài ăn thịt, thức ăn chính của chúng là cá (cá ngừ, cá đuối, các loài cá mập khác), bộ Cá voi (cá heo, cá heo chuột, cá voi nhỏ), động vật chân màng (hải cẩu, hải cẩu lông, và sư tử biển), rùa biển, rái cá biển (Enhydra lutris) và chim biển. Cá mập trắng không ăn các thứ chúng không thể tiêu hóa. Những con cá mập trắng ở tuổi vị thành niên săn chủ yếu là cá, kể cả các loài cá nhám khác, vì hàm của chúng không đủ mạnh để chịu được lực cần thiết để tấn công con mồi lớn hơn cho đến khi chúng đạt đến chiều dài 3 m (9,8 ft) hoặc hơn điểm sụn hàm của họ khoáng hóa đủ để chịu được tác động của cắn vào loài mồi lớn hơn. Khi đạt chiều dài gần 4 mét (13 ft), cá mập trắng lớn bắt đầu chuyển qua săn động vật có vú biển là chủ yếu. Chúng thường đi săn ngay khi có cơ hội. và thích săn con mồi có nhiều chất béo giàu năng lượng. Chuyên gia cá mập Peter Klimley đã dùng thiết bị điều khiển gồm ba xác hải cẩu, lợn và cừu trên thuyền ở Farallons. Cá mập trắng lớn tấn công cả ba cái xác hải cẩu nhưng nhanh chóng bỏ qua xác lợn và cừu.
Ngoài khơi California, cá mập trắng thường săn hải tượng phương bắc (Mirounga angustirostris) bằng cách tung ra một vết cắn lớn ở chân sau (là cơ quan chính của sự di chuyển của con hải tượng) và chờ cho con mồi mất máu và chết. Kỹ thuật này đặc biệt được sử dụng trên con hải tượng đực trưởng thành, thường lớn hơn cá mập, dao động từ 1.500 đến 2.000 kg (3.300 và 4.400 lb), và là những kẻ thù nguy hiểm tiềm ẩn. Mặc dù vậy, hầu hết các con hải tượng vị thành niên thường được cá mập săn nhiều nhất tại các quần thể hải tượng. Con mồi thường bị tấn công dưới mặt nước. Hải cẩu cảng biển (Phoca vitulina) được chúng tóm từ mặt nước và kéo xuống cho đến khi con mồi ngừng giẫy giụa, sau đó chúng được tiêu thụ ở gần đáy biển. Sư tử biển California (Zalophus californianus) bị cá mập phục kích từ bên dưới nước và tấn công vào giữa cơ thể trước khi bị kéo đi và tiêu thụ.
Cá mập trắng cũng tấn công cá heo từ trên cao, phía sau hoặc bên dưới con mồi để tránh bị phát hiện bởi khả năng hồi âm của chúng. Các loài được nhắm mục tiêu bao gồm cá heo dusky (Lagenorhynchus obscurus), cá heo Risso (Grampus griseus), [44] cá heo Bottlenose (Tursiops ssp.), cá heo lưng bướu (Sousa ssp.), cá heo cảng (Phocoena phocoena), và cá heo Dall (Phocoenoides dalli). Các nhóm cá heo thỉnh thoảng được quan sát thấy bảo vệ mình khỏi những con cá mập với hành vi vận động. Cá mập trắng ăn thịt trên các loài cá voi nhỏ khác cũng đã được quan sát thấy. Vào tháng 8 năm 1989, một con cá nhà táng nhỏ (1,8 m) (Kogia breviceps) được tìm thấy bị mắc kẹt ở một bờ biển ở California với một vết cắn trên cuống đuôi của nó từ một con cá mập trắng lớn. Ngoài ra, cá mập trắng tấn công và săn cá voi mỏ. Các trường hợp như cá voi mõm khoằm Stejneger trưởng thành (Mesoplodon stejnegeri), với khối lượng trung bình khoảng 1.100 kg (2.400 lb), và cá voi mõm khoằm Cuvier (Ziphius cavirostris), cá nhân ước tính là 3 m (9.8 ft), bị săn và giết bởi những con cá mập trắng lớn cũng đã được quan sát. Khi săn rùa biển, chúng chỉ tấn công đơn giản là cắn qua cái mai xung quanh những cái vây, cố định con rùa. Loài cá xương nặng nhất, loài cá mặt trăng (Mola mola), đã từng được tìm thấy trong bụng của những con cá mập trắng lớn.
Ở đảo Seal (đảo Hải Cẩu), thuộc vịnh False ở Nam Phi, những con cá mập phục kích những con hải cẩu lông nâu (Arctocephalus pusillus) từ bên dưới ở tốc độ cao. Chúng có thể di chuyển rất nhanh đến mức chúng hoàn toàn nhảy khỏi mặt nước. Tốc độ cực đại của chúng được ước tính là trên 40 km/h (25 dặm / giờ). Chúng cũng đã được quan sát tiếp tục đuổi theo con mồi sau một cuộc tấn công thất bại. Con mồi thường bị tấn công trên mặt nước. Cá mập tấn công thường xảy ra nhất vào buổi sáng, trong vòng 2 giờ sau khi mặt trời mọc, khi tầm nhìn của con mồi chưa tốt. Tỷ lệ thành công của chúng là 55% trong 2 giờ đầu tiên, giảm xuống còn 40% vào cuối buổi sáng sau khi chúng ngừng cuộc săn mồi.
Xác thối của cá voi bao gồm một phần quan trọng trong chế độ ăn của cá mập trắng. Tuy nhiên, điều này hiếm khi được quan sát thấy do cá voi chết ở các vùng nước xa nơi sinh sống của cá mập trắng. Người ta ước tính rằng 30 kg (66 lb) xác cá voi có thể nuôi được cá mập trắng 4,5 m (15 ft) trong 1,5 tháng. Các quan sát chi tiết được tạo thành từ 4 xác chết cá voi ở vịnh False từ năm 2000 đến năm 2010. Cá mập bị thu hút từ xác cá voi bằng cách phát hiện hóa chất và mùi, lan truyền bởi gió mạnh. Sau khi ăn phần cuống đuôi của cá voi, cá mập sẽ đi kiểm tra toàn bộ xác cá voi bằng cách từ từ bơi xung quanh nó và ăn vài phần khác nữa trước khi chọn một khu vực giàu chất béo. Trong suốt thời gian ăn từ 15–20 giây, cá mập đã loại bỏ thịt bằng các khớp nối bên, không có vòng quay mắt bảo vệ mà chúng sử dụng khi tấn công con mồi sống. Những con cá mập thường xuyên quan sát các khối chất béo và ngay lập tức quay trở lại để ăn, có thể để thay thế các mảnh năng lượng thấp với các mảnh năng lượng cao, sử dụng răng của chúng để phân biệt. Sau khi ăn trong vài giờ, những con cá mập xuất hiện trở nên thờ ơ, không còn bơi lên bề mặt; chúng được quan sát đã ăn xác cá voi nhưng dường như lực cắn không đủ mạnh để xé thịt, thay vào đó chúng sẽ chấp nhận bỏ qua. Lên đến tám con cá mập được quan sát đã cùng đánh chén xác cá voi đồng thời, va vào nhau mà không có bất kỳ dấu hiệu tranh giành nào; có lần một con cá mập vô tình cắn vào đầu của một con cá mập khác, để lại hai chiếc răng cắm vào đó, nhưng cả hai tiếp tục ăn như chưa bị quấy rầy. Các cá thể nhỏ hơn lơ lửng xung quanh đó để lấy những khối thịt bị trôi đi. Bất thường cho khu vực này, số lượng lớn cá mập dài hơn năm mét đã được quan sát, cho thấy rằng những con cá mập lớn nhất thay đổi hành vi của chúng để tìm kiếm xác cá voi khi chúng mất khả năng cơ động cần thiết để săn hải cẩu. Nhóm nghiên cứu kết luận rằng tầm quan trọng của xác thối cá voi, đặc biệt là đối với cá mập trắng lớn nhất, đã từng bị đánh giá thấp. Trong một sự kiện khác được ghi nhận, cá mập trắng đã được quan sát đã ăn xác cá voi cùng với cá mập hổ.

### Sinh sản
Có rất ít thông tin được biết đến về sự sinh sản của cá mập trắng. Cá mập trắng trưởng thành về mặt sinh sản khi khoảng 15 tuổi. Tuổi thọ tối đa trước đây được cho là khoảng 30 năm, nhưng trong nghiên cứu của viện hải dương học Woods Hole, vòng đời thực sự của cá mập trắng có thể lên tới 70 năm hoặc hơn. Các cuộc kiểm tra số vòng sinh trưởng của cá mập đã cho rằng tuổi tối đa của chúng là 73 tuổi và tuổi của cá mập cái tối đa là 40 năm đối với các mẫu vật được nghiên cứu. Sự trưởng thành muộn của cá mập, tỷ lệ sinh sản thấp, thời gian mang thai dài 11 tháng và tăng trưởng chậm làm cho chúng dễ bị thương tổn từ nạn đánh bắt quá mức và thay đổi môi trường.
Quá trình sinh sản của chúng chưa được bao giờ được quan sát, nhưng con cái mang thai đã được nghiên cứu. Cá mập trắng lớn noãn thai sinh, trứng phát triển và nở ra trong dạ con, tiếp tục lớn lên cho đến khi được sinh ra. Cá mập trắng có thời kỳ thai nghén dài 11 tháng. Cặp hàm mạnh mẽ của cá mập con bắt đầu phát triển vào tháng đầu tiên. Việc sinh sản diễn ra vào mùa xuân và hè.

### Nhảy khỏi mặt nước

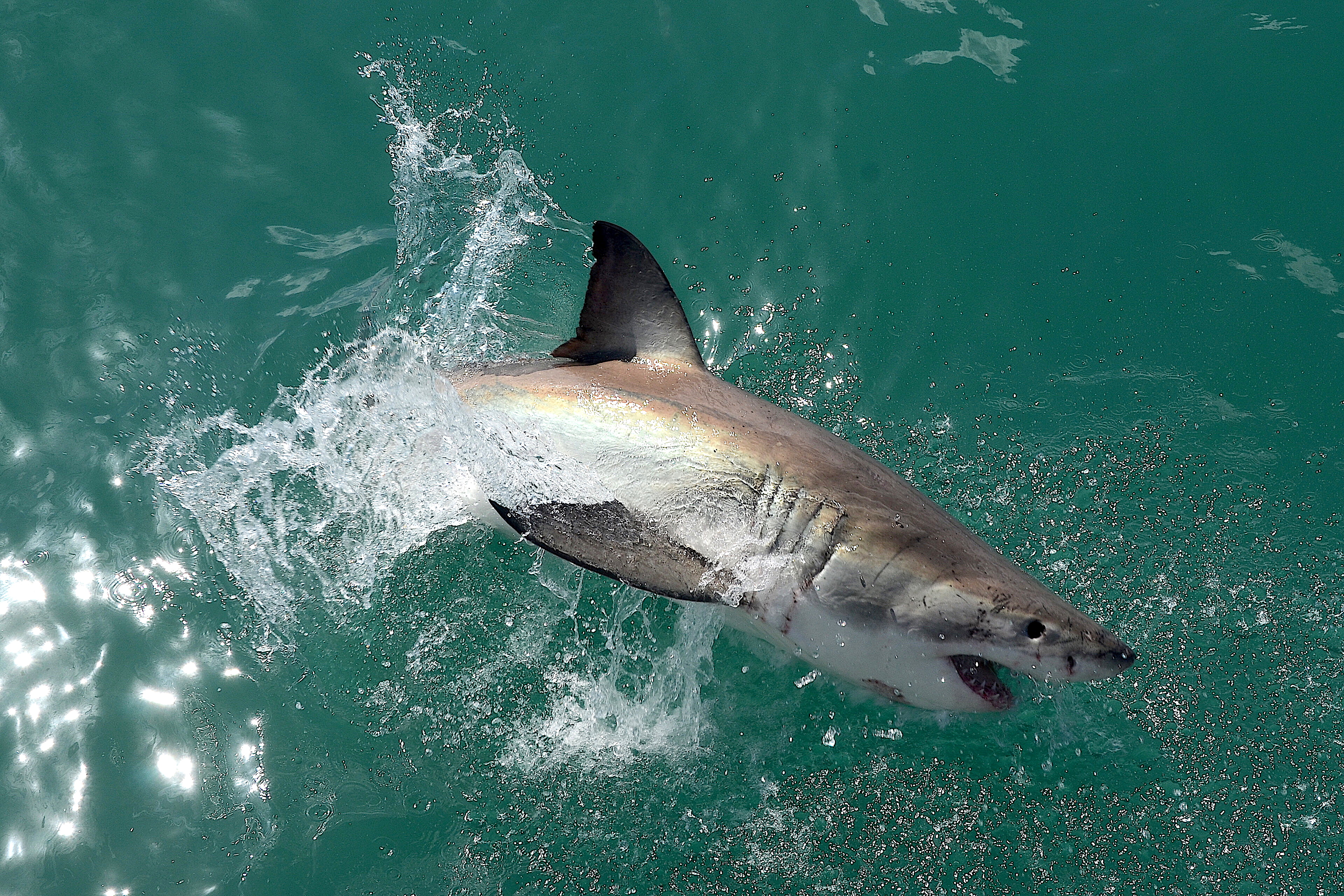
Cá mập trắng nhảy khỏi mặt nước ở Gansbaai, Nam Phi

Quá trình nhảy lên không trung là kết quả của phương pháp tiếp cận tốc độ cao lên bề mặt với động lượng thu hút cá mập một phần hoặc hoàn toàn trong nước. Đây là một kỹ thuật săn bắn được sử dụng bởi những con cá mập trắng lớn trong khi săn hải cẩu. Kỹ thuật này thường được sử dụng trên con hải cẩu lông Cape ở Đảo Seal ở Vịnh False, Nam Phi. Bởi vì hành vi là không thể đoán trước, rất khó để ghi lại. Nó lần đầu tiên được chụp bởi Chris Fallows và Rob Lawrence, người đã phát triển kỹ thuật kéo mồi con hải cẩu di chuyển chậm để lừa những con cá mập nhảy lên. Từ tháng 4 đến tháng 9, các nhà khoa học có thể quan sát được khoảng 600 lần cá mập phóng khỏi mặt nước để đớp mồi. Các con hải cẩu bơi trên bề mặt và những con cá mập trắng lớn khởi động cuộc tấn công ăn thịt của chúng từ nước sâu bên dưới. Chúng có thể đạt tốc độ lên đến 40 km/h (25 dặm một giờ) và đôi khi có thể phóng lên hơn 3,0 m (10 ft) ra không trung. Chỉ dưới một nửa các cuộc tấn công kiểu này đã thành công.

## Thiên địch
Cá voi sát thủ được xem là thiên địch nguy hiểm nhất của cá mập trắng lớn. Nhờ kích thước vượt trội và thói quen đi săn theo đàn, loài cá voi này thường xuyên săn đuổi và ăn thịt những con cá mập trắng trưởng thành. Cạnh tranh liên tục giữa cá mập trắng lớn và loài cá voi sát thủ có thể xảy ra ở những vùng mà sở thích săn mồi của cả hai loài có thể trùng nhau. Một sự cố đã được ghi chép vào ngày 4 tháng 10 năm 1997, tại Quần đảo Farallon ngoài khơi California ở Hoa Kỳ. Một con cá voi sát thủ dài ước tính 4,7–5,3 m (15–17 ft) tấn công một con cá mập trắng lớn dài ước tính 3–4 m (9,8-13,1 ft). Con cá voi giữ con cá mập lộn ngược để tạo ra sự bất động cho cá mập và giữ như thế trong mười lăm phút, khiến nó nghẹt thở mà chết. Cá voi sát thủ sau đó tiến hành ăn gan cá mập. Người ta tin rằng mùi hương của xác cá mập bị giết đã khiến cho tất cả những con cá mập trắng khác trong khu vực sợ hãi chạy trốn, mất cơ hội tốt cho một thức ăn theo mùa. Một cuộc tấn công tương tự dường như đã xảy ra ở đó vào năm 2000, nhưng kết quả của nó không rõ ràng. Sau cả hai cuộc tấn công, số lượng địa phương của khoảng 100 con cá mập trắng biến mất. Sau vụ việc năm 2000, một con cá mập trắng với một thẻ vệ tinh đã được tìm thấy đã chìm ngay lập tức đến độ sâu 500 m (1.600 ft) và bơi đến Hawaii. Vào năm 2015, một nhóm cá voi sát thủ đã được ghi nhận đã giết chết một con cá mập trắng lớn ngoài khơi Nam Úc. Trong năm 2017, dọc theo bờ biển Nam Phi, bốn con cá mập trắng đã được tìm thấy bị cuốn vào bờ với gan của chúng bị moi ra với những gì được mô tả là "độ chính xác phẫu thuật". Các nhà khoa học địa phương cho rằng những đàn cá voi sát thủ trong vùng chịu trách nhiệm cho các cuộc tấn công.

## Tình trạng bảo tồn
Hiện chưa rõ có bao nhiêu sự gia tăng đồng thời trong việc đánh bắt cá mập trắng lớn đã gây ra sự suy giảm của quần thể cá mập trắng lớn từ những năm 1970 đến nay. Không có số lượng toàn cầu chính xác, những con cá mập trắng lớn bây giờ được coi là loài dễ bị tổn thương. Vòng đời cá mập diễn ra trong khoảng thời gian dài giữa lúc mới sinh và sự trưởng thành tình dục mà không bao giờ sinh sản, làm cho sự phục hồi số lượng và tăng trưởng khó khăn.
IUCN lưu ý rằng rất ít thông tin được biết về tình trạng thực tế của cá mập trắng lớn, nhưng khi nó xuất hiện không phổ biến so với các loài phân bố rộng rãi khác, nó được coi là loài sắp nguy cấp. Nó được bao gồm trong Phụ lục II của CITES, có nghĩa là thương mại quốc tế trong các loài cần có giấy phép. Tính đến tháng 3 năm 2010, nó cũng đã được đưa vào Phụ lục I của Mỏ cá mập di cư CMS, nỗ lực tăng cường hiểu biết và phối hợp quốc tế để bảo vệ một số loài cá mập di trú. Một nghiên cứu tháng 2 năm 2010 của Barbara Block thuộc Đại học Stanford ước tính số lượng cá mập trắng khổng lồ trên thế giới thấp hơn 3.500 cá thể, làm cho chúng là loài dễ bị tuyệt chủng hơn cả loài hổ, có dân số ở cùng mức. Theo một nghiên cứu khác từ năm 2014 của George H. Burgess, Bảo tàng Lịch sử Tự nhiên Florida, Đại học Florida, có khoảng 2.000 cá mập trắng lớn gần bờ biển California, cao gấp 10 lần so với ước tính 219 trước đó của Barbara Block.
Ngư dân nhắm mục tiêu bắt cá mập để lấy hàm, răng, và vây của chúng, và như một trò chơi giải trí nói chung. Cá mập trắng lớn, tuy nhiên, hiếm khi là một đối tượng đánh cá thương mại, mặc dù thịt của nó được coi là có giá trị. Nếu tình cờ bị bắt, nó bị bán nhầm là cá mập da trơn.

### Ở Australia
Cá mập trắng lớn được tuyên bố là dễ bị tổn thương bởi Chính phủ Úc vào năm 1999 vì sự suy giảm dân số đáng kể và hiện đang được bảo vệ theo Đạo luật Bảo vệ môi trường và bảo tồn đa dạng sinh học (EPBC). Nguyên nhân của sự suy giảm trước khi bảo vệ bao gồm tỷ lệ tử vong do khai thác săn bắn thể thao cũng như bị mắc kẹt trong các lưới bảo vệ bãi biển.
Tình trạng bảo tồn quốc gia của cá mập trắng lớn được phản ánh bởi tất cả các tiểu bang của Úc theo luật pháp của mình, cấp cho các loài bảo vệ đầy đủ trên toàn nước Úc bất kể quyền tài phán. Nhiều quốc gia đã cấm việc giết hoặc sở hữu những con cá mập trắng lớn trước khi luật pháp quốc gia có hiệu lực. Cá mập trắng lớn được liệt kê thêm là Bị đe dọa ở Victoria theo Đạo luật bảo đảm động thực vật và hiếm khi hoặc có khả năng bị tuyệt chủng theo Phụ lục 5 của Đạo luật bảo tồn động vật hoang dã ở Tây Úc.
Năm 2002, chính phủ Úc đã lập Kế hoạch Phục hồi Cá mập trắng, thực hiện nghiên cứu bảo tồn và giám sát bảo tồn do chính phủ ủy thác ngoài việc bảo vệ liên bang và điều tiết mạnh hơn các hoạt động thương mại và du lịch liên quan đến cá mập. Một kế hoạch phục hồi được cập nhật đã được xuất bản vào năm 2013 để xem xét tiến độ, kết quả nghiên cứu và thực hiện các hành động bảo tồn tốt hơn nữa. Một nghiên cứu vào năm 2012 cho thấy quần thể Cá mập trắng của Úc được tách ra bởi eo biển Bass thành các quần thể đông và tây khác biệt về mặt di truyền, cho thấy cần thiết cho sự phát triển của các chiến lược bảo tồn khu vực.
Hiện nay, tỷ lệ tử vong của cá mập do con người gây ra vẫn tiếp tục, chủ yếu do đánh bắt cá và đánh bắt trái phép và bất hợp pháp cũng như bị mắc trong lưới bảo vệ bãi biển, và số lượng cá mập trắng lớn ở Úc vẫn chưa hồi phục.
Số lượng cá mập trắng lớn của Úc được cho là vượt quá 8.000-10.000 cá thể theo các nghiên cứu di truyền do CSIRO thực hiện, với số lượng cá thể trưởng thành ước tính khoảng 2.210 con ở cả Đông và Tây Úc. Tỷ lệ sống hàng năm của cá thể vị thành niên ở hai quần thể riêng biệt này được ước tính trong cùng một nghiên cứu gần 73%, trong khi cá mập trưởng thành có tỉ lệ sống hàng năm là 93%. Có hay không tỷ lệ tử vong ở cá mập trắng lớn đã giảm hoặc dân số tăng lên do việc bảo vệ loài này ở vùng biển Úc vẫn chưa được biết do tốc độ tăng trưởng chậm của loài này.

### Ở New Zealand
Tính đến tháng 4 năm 2007, cá mập trắng lớn được bảo vệ hoàn toàn trong phạm vi 370 km (230 dặm) của bờ biển New Zealand và bổ sung thêm cả khu vực đánh bắt bằng tàu thuyền có gắn cờ New Zealand bên ngoài phạm vi này. Hình phạt tối đa là phạt 250.000 đô la và tối đa sáu tháng tù giam.

### Ở Bắc Mỹ
Vào năm 2013, cá mập trắng lớn đã được thêm vào Đạo luật Loài nguy cấp của California. Từ dữ liệu thu thập được, quần thể ở Bắc Thái Bình Dương được ước tính là ít hơn 340 cá thể. Nghiên cứu cũng cho thấy những con cá mập này khác biệt về mặt di truyền với các thành viên khác của loài của chúng ở những nơi khác ở châu Phi, Australia và bờ biển phía đông Bắc Mỹ, đã bị phân lập với các quần thể khác.
Một nghiên cứu năm 2014 ước tính số lượng cá mập trắng lớn dọc theo bờ biển California là khoảng 2.400 cá thể.
Vào năm 2015, bang Massachusetts đã cấm đánh bắt, nuôi lồng, cho ăn, kéo mồi nhử cho những con cá mập trắng di cư. Mục tiêu của những hạn chế này là bảo vệ cá mập và sức khỏe cộng đồng.

## Quan hệ với con người
Cá mập có tính rất tò mò. Mỗi khi gặp một thể lạ chúng sẽ bơi lại kiểm tra. Các nhà khoa học cho thấy cá mập trắng rất hay tiếp xúc với con người. Những người thợ lặn đã từng bơi với cá mập trắng, họ còn chạm mũi của chúng. Điều đó cho thấy cá mập rất hay tiếp xúc với con người.

### Tấn công con người

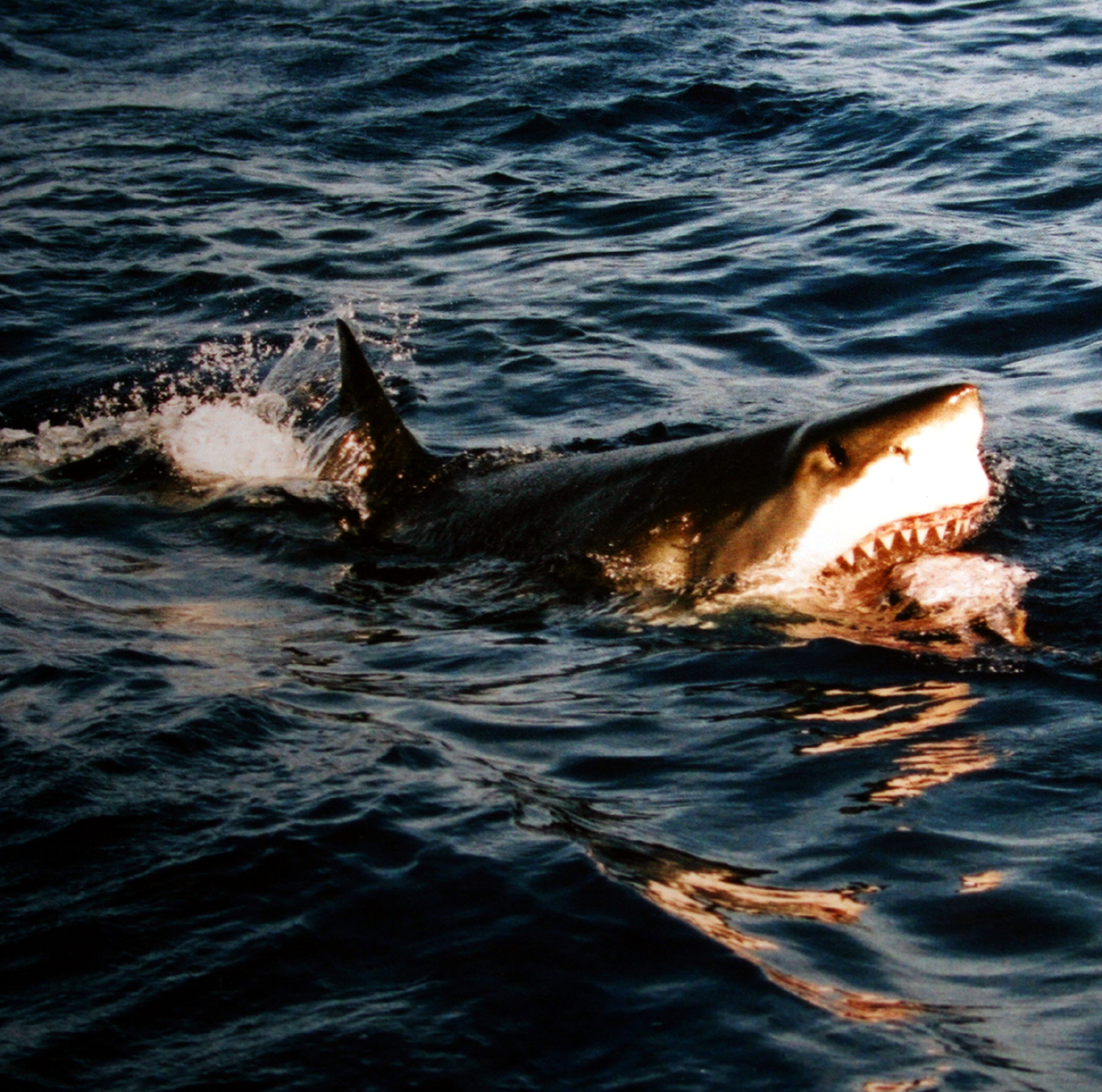
Cá mập trắng lớn chỉ là một trong bốn loại cá mập có liên quan đến một số lượng đáng kể các cuộc tấn công gây tử vong chưa được giải quyết đối với con người.

Cá mập trắng, tuy là loài cá hiếu chiến, nhưng chúng rất ít khi tấn công con người, trừ khi chúng lầm tưởng con người là một thức ăn thường ngày (hải cẩu, rùa biển...) hoặc lúc chúng quá đói. Bộ phim Jaws (tạm dịch: Hàm cá mập) của đạo diễn Steven Spielberg đã làm cho người ta có phần hiểu sai về loài động vật này. Theo những khảo sát thì số người chết vì bị ong chích, rắn cắn và ngay cả sét đánh cũng còn nhiều hơn cả số người bị cá mập trắng giết hại (tính theo trung bình 1 năm).
Một đánh giá gần đây đề xuất rằng chỉ trong những trường hợp hiếm hoi mà cá mập có thể ăn thịt người một cách rõ ràng thì vụ việc cắn được gọi là "tấn công", có nghĩa là ăn thịt, và nếu không thì sẽ chính xác hơn đối với sự cố cắn lúc "nhìn thấy", "gặp phải", "sự cố cắn" hoặc "sự cố cắn chết người". Việc nhìn thấy không bao gồm tương tác vật lý, các cuộc gặp gỡ bao gồm tương tác vật lý mà không gây hại, cá mập cắn bao gồm các vụ cắn cá mập nhỏ và lớn, bao gồm cả những người làm và không yêu cầu chăm sóc y tế, và cá mập gây tử vong khi cắn là những người dẫn đến tử vong. Nghiên cứu cho thấy rằng chỉ trong trường hợp một chuyên gia xác nhận ý định ăn thịt của một con cá mập thì sẽ thích hợp để hạn chế một vụ tấn công kiểu cắn.
Trong số tất cả các loài cá mập, cá mập trắng lớn chịu trách nhiệm cho đến nay số lượng lớn nhất các vụ cá mập tấn công con người, với 272 tài liệu về các sự cố tấn công người vào năm 2012.
Hơn bất kỳ sự cố cắn tài liệu nào, tiểu thuyết bán chạy nhất của Peter Benchley, Hàm cá mập và bộ phim chuyển thể năm 1975 do đạo diễn Steven Spielberg đã phác họa con cá mập trắng lớn với hình ảnh là "kẻ ăn thịt người" trong tâm trí công chúng. Trong khi những con cá mập trắng lớn đã giết chết con người trong ít nhất 74 sự cố cắn người chưa được chứng minh, chúng thường không nhắm đến việc ăn thịt người: ví dụ, ở Biển Địa Trung Hải đã có 31 vụ cắn xác định tấn công con người trong hai thế kỷ qua, hầu hết trong số đó là không gây chết người. Nhiều sự cố dường như là "thử nghiệm cắn", do bản tính tò mò của cá mập. Cá mập trắng lớn cũng thử cắn phao và các vật lạ khác, và chúng có thể cắn một con người hoặc ván lướt sóng chỉ để xác định nó là gì.
Trái ngược với niềm tin phổ biến, cá mập trắng lớn không nhầm lẫn con người với hải cẩu. Nhiều sự cố cắn xảy ra ở các vùng nước có tầm nhìn thấp hoặc các tình huống khác làm giảm khả năng quan sát của cá mập. Loài này dường như không thích mùi vị của con người. Nghiên cứu tiếp theo cho thấy rằng chúng thường cắn trước một vật thể cho dù vật thể có đáng để ăn trước hay không. Con người, phần lớn, là quá nhiều xương và nghèo dinh dưỡng cho tiêu chí chọn mồi của cá mập. Chúng chỉ thích nững con hải cẩu giàu chất béo, giàu protein hơn.
Con người không phải là con mồi thích hợp vì sự tiêu hóa của cá mập quá chậm để đối phó với tỷ lệ xương và cơ bắp cao của con người. Theo đó, trong hầu hết các vụ tai nạn cá mập tấn công ghi lại, chúng đã bỏ qua con người sau cú cắn đầu tiên. Tử vong thường do mất máu từ vết cắn ban đầu chứ không phải do mất nội tạng quan trọng hoặc do bị chúng tiêu thụ toàn bộ. Từ năm 1990 đến năm 2011 đã có tổng cộng 139 vụ cá mập tấn công không được cứu, khiến 29 người chết.
Tuy nhiên, một số nhà nghiên cứu đã đưa ra giả thuyết rằng lý do tỷ lệ tử vong thấp không phải vì cá mập không thích thịt người, mà bởi vì con người thường có thể trốn thoát sau lần cắn đầu tiên. Trong những năm 1980, John McCosker, Chủ tịch Thủy sinh học tại Học viện Khoa học California, lưu ý rằng các thợ lặn độc thân và bị tấn công bởi chúng thường chỉ bị tiêu thụ một phần, trong khi thợ lặn bơi cùng bạn bè thường được cứu bởi người bạn đồng hành của họ. McCosker và Timothy C. Tricas, một tác giả và giáo sư tại Đại học Hawaii, cho rằng một mô hình săn mồi tiêu chuẩn cho cá mập trắng là thực hiện một cuộc tấn công ban đầu và sau đó chờ con mồi yếu đi trước khi ăn thịt nó. Khả năng của con người để di chuyển ra khỏi tầm với của cá mập với sự giúp đỡ của người khác, do đó làm hỏng cuộc tấn công, là bất thường đối với những con mồi khác của chúng.
Vào năm 2014, chính phủ bang Tây Úc do Thủ tướng Colin Barnett dẫn đầu đã thực thi chính sách giết chết những con cá mập lớn. Chính sách này, được gọi là kiểm soát cá mập Tây Úc, nhằm bảo vệ người sử dụng môi trường biển khỏi những vụ tấn công của cá mập, sau cái chết của bảy người trên bờ biển Tây Úc trong những năm 2010-2013. Các dòng trống được xếp chồng đã được triển khai gần các bãi biển nổi tiếng sử dụng móc được thiết kế để bắt cá mập trắng, cũng như cá mập bò và cá mập hổ. Những con cá mập lớn bị mắc kẹt nhưng vẫn còn sống bị bắn và cơ thể của chúng bị tiêu hủy trên biển. Chính phủ tuyên bố họ không loại trừ những con cá mập, nhưng đang sử dụng một "chiến lược giảm thiểu nguy cơ, địa phương, được nhắm mục tiêu, nhắm mục tiêu". Barnett mô tả sự phản đối là "lố bịch" và "cực đoan", và nói rằng không có gì có thể thay đổi tâm trí của ông. Chính sách này đã được đáp ứng với sự lên án rộng rãi từ cộng đồng khoa học, cho thấy rằng các loài chịu trách nhiệm về sự cố cá mập tấn công nổi tiếng khó xác định, rằng các dòng trống không bắt được cá mập trắng, như dự định, và chính phủ cũng không thể hiện bất kỳ mối tương quan nào giữa chính sách trống của họ và giảm sự cố cá mập tấn công trong khu vực.

### Tấn công trên thuyền
Cá mập trắng lớn không thường xuyên cắn và đôi khi thậm chí làm chìm thuyền. Chỉ có năm trong số 108 sự cố cá mập tấn công thuyền không được chứng thực được báo cáo từ bờ biển Thái Bình Dương trong thế kỷ 20 liên quan đến thuyền Kayak. Trong một vài trường hợp, chúng tấn công những chiếc thuyền dài tới 10 m (33 ft). Chúng đã va chạm hoặc tấn công người trên thuyền, thường cắn đuôi thuyền. Trong một trường hợp vào năm 1936, một con cá mập lớn nhảy hoàn toàn vào chiếc thuyền đánh cá Nam Phi Lucky Jim, đánh một phi hành đoàn xuống biển. Sự quan sát dưới nước của Tricas và McCosker cho thấy cá mập bị thu hút bởi những chiếc thuyền do các điện trường tạo ra, được thu thập bởi ampullae của Lorenzini và gây nhầm lẫn cho cá mập về việc con mồi bị thương có thể ở gần đó hay không.

### Trong tình trạng nuôi nhốt
Cá mập trắng rất khó thích nghi với cuộc sống ở thủy cung vì nhiều lý do như chế độ ăn, không gian hạn chế và tác động từ môi trường bên ngoài. Một vấn đề lớn là chế độ ăn. Cá mập trắng là động vật ăn thịt ở đỉnh chuỗi thức ăn, thường được mệnh danh là "sát thủ đại dương". Trong tự nhiên, chúng sẵn sàng nhịn đói cho đến khi tìm thấy con mồi sống. Nhưng trong môi trường thủy cung, nhiều con cá mập trắng nuôi nhốt thường từ chối ăn thịt chuẩn bị sẵn.
Cá mập trắng cũng là một trong những động vật sống dưới nước phải thường xuyên bơi về phía trước để nước chảy qua mang của chúng nhằm lấy dưỡng khí. Loài vật này có thể dài tới 6 mét, do đó bề rộng của các bể nuôi trong thủy cung thường không đủ đáp ứng nhu cầu di chuyển của chúng. Cá mập trắng quen bơi qua những hành trình dài. Các nhà nghiên cứu từng ghi chép về một con cá mập cái tên Nicole hoàn thành quãng đường hơn 20.000 km từ châu Phi tới Australia và ngược lại chỉ trong 9 tháng. Việc mô phỏng không gian rộng lớn ở biển, nơi cá mập trắng có thể bơi thoải mái, là mục tiêu bất khả thi. Khách tham quan sẽ mất hứng thú khi phải quan sát con vật từ khoảng cách quá xa.
Một giả thuyết khác cho rằng môi trường nhân tạo ở bể kính thủy cung có thể làm choáng ngợp hoặc gây rối loạn thụ quan điện cực nhạy của cá mập trắng. Giác quan này cho phép chúng phát hiện những chuyển động nhỏ và thay đổi trong môi trường nước. Tuy nhiên, ở bể nuôi, con cá mập rất dễ nhầm lẫn trước lượng lớn kích thích từ các bức tường kính tới những thiết bị điện bao quanh.
Trước tháng 8 năm 1981, không có cá mập trắng lớn được nuôi nhốt lâu hơn 11 ngày. Vào tháng 8 năm 1981, một cá thể sống sót trong 16 ngày tại SeaWorld San Diego trước khi được thả. Ý tưởng nuôi một con cá mập trắng ở SeaWorld Orlando được sử dụng trong bộ phim năm 1983 Jaws 3-D.

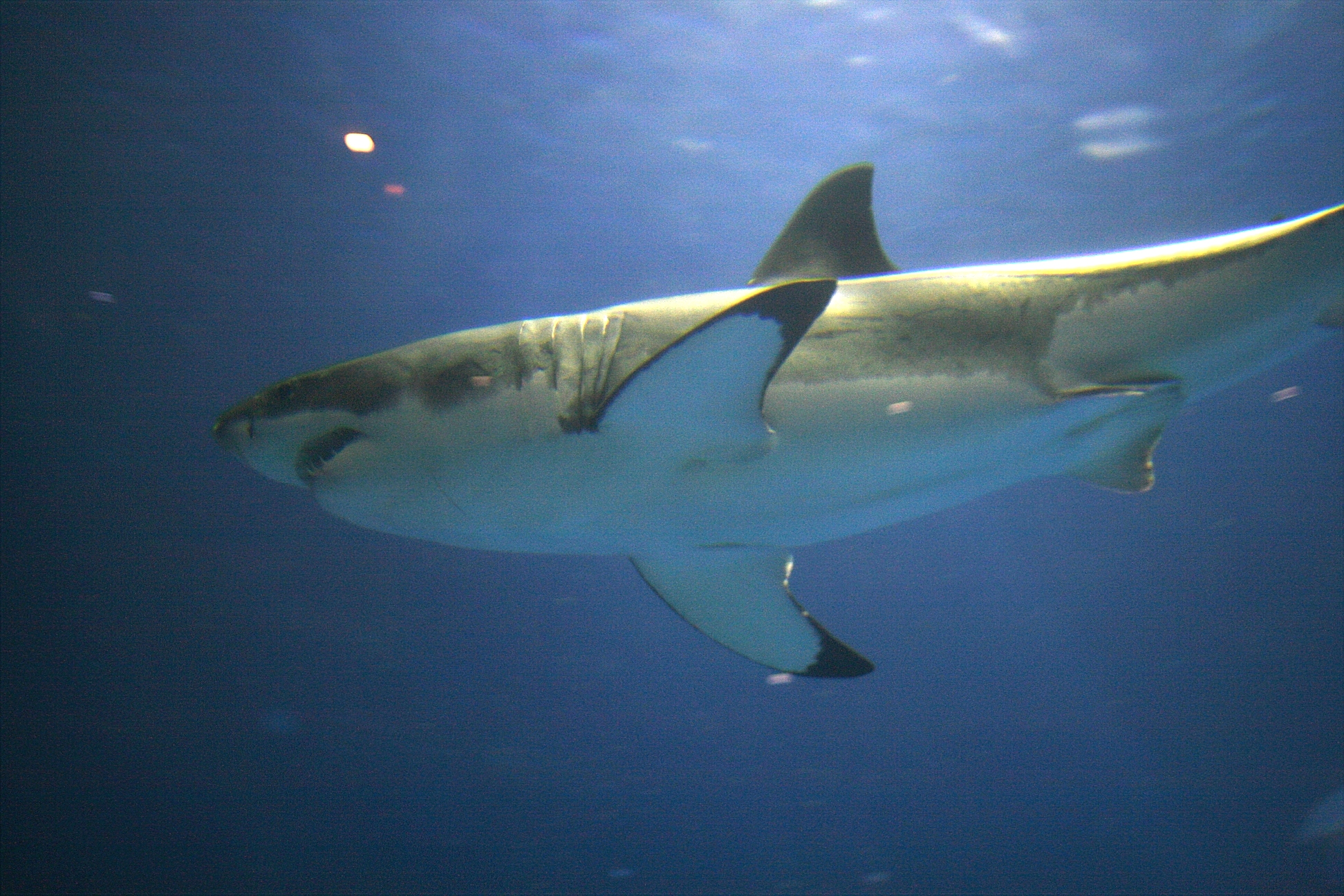
Cá mập trắng lớn ở thủy cung Monterey Bay, tháng 9 năm 2006

Thủy cung Monterey Bay đầu tiên đã cố gắng để nuôi dưỡng một con cá mập vào năm 1984, nhưng cá mập đã chết sau 11 ngày vì nó không chịu ăn. Vào tháng 7 năm 2003, các nhà nghiên cứu Monterey đã bắt được một con cá mập nhỏ và giữ nó trong một bể nuôi ở Malibu trong năm ngày. Họ đã có được thành công hiếm hoi trong việc nuôi cá mập để nuôi nhốt trước khi được thả. Việc nuôi cá mập trắng trong môi trường nuôi nhốt được cho là không thể cho đến tháng 9 năm 2004 khi hồ cá có thể trưng bày chúng trong một triển lãm dài hạn. Một con cái trẻ, bị bắt ở ngoài khơi Ventura, đã được cất giữ trong bể nuôi ngoài trời 3,800,000 lít trong vòng 198 ngày trước khi được thả vào tháng 3 năm 2005. Nó được theo dõi trong 30 ngày sau khi được thả. Vào tối ngày 31 tháng 8 năm 2006, thủy cung giới thiệu một con đực vị thành niên bị bắt bên ngoài Vịnh Santa Monica. Bữa ăn đầu tiên của nó trong ngày đầu được nuôi nhốt là một miếng thịt cá hồi lớn vào ngày 8 tháng 9 năm 2006, và tính đến thời điểm đó, nó được ước tính dài 1,72 m (68 in) và nặng khoảng 47 kg (104 lb). Nó được thả vào ngày 16 tháng 1 năm 2007, sau 137 ngày bị giam giữ.
Thủy cung Monterey Bay nuôi một con cá mập thứ ba, một con đực vị thành niên, trong 162 ngày từ ngày 27 tháng 8 năm 2007 và ngày 5 tháng 2 năm 2008. Khi đến, nó dài 1,4 m (4,6 ft) và nặng 30,6 kg (67 lb). Nó đã tăng lên 1,8 m (5,9 ft) và 64 kg (141 lb) trước khi được thả. Một con cái vị thành niên đã đến triển lãm Outer Bay vào ngày 27 tháng 8 năm 2008. Trong khi nó bơi tốt, cá mập chỉ ăn một lần trong suốt thời gian của nó và được gắn thẻ và thả vào ngày 7 tháng 9 năm 2008. Một con cái vị thành niên khác bị bắt gần Malibu vào ngày 12 tháng 8 năm 2009, được giới thiệu với triển lãm Outer Bay vào ngày 26 tháng 8 năm 2009, và được phóng thích thành công vào ngày 4 tháng 11 năm 2009. Thủy cung Monterey Bay đã lấy một con đực dài 1,4 m (4,6 ft) cho cuộc triển lãm "Open Sea" được thiết kế lại của họ vào ngày 31 tháng 8 năm 2011. Con vật đã bị bắt ở vùng biển ngoài khơi Malibu.
Một trong những con cá mập trắng lớn nhất từng được trưng bày tại thủy cung Churaumi Okinawa của Nhật Bản vào năm 2016, nơi một con đực dài 3,5 m (11 ft) được trưng bày trong ba ngày trước khi chết. Có lẽ vụ nuôi nhốt nổi tiếng nhất là một con cái có tên là Sandy (2,4 ft) vào tháng 8 năm 1980 đã trở thành con cá mập trắng lớn duy nhất được nuôi tại Viện Hải dương học Steinhart ở San Francisco, California. Nó được thả ra nhanh chóng vì không chịu ăn và liên tục va vào tường.

### Du lịch về cá mập
Lặn trong lồng là dịch vụ du lịch mạo hiểm phổ biến nhất tại các địa điểm mà cá mập trắng lớn thường xuyên xuất hiện bao gồm bờ biển Nam Phi, quần đảo Neptune ở Nam Úc, và đảo Guadalupe ở Baja California. Sự phổ biến của việc bơi trong lồng sắt và bơi với cá mập là trọng tâm của một ngành du lịch đang bùng nổ. Một kiểu thực hành phổ biến khác là treo mồi là một miếng cá vào dây và thả xuống nước để thu hút những con cá mập. Những thực hành này có thể làm cho cá mập quen với những người trong môi trường của chúng và kết hợp hoạt động của con người với thức ăn; một tình huống có nhiều nguy hiểm tiềm ẩn. Ở Nam Úc, người ta còn phát bản nhạc rock ngay dưới nước, bao gồm cả album AC / DC Back in Black cũng đã được sử dụng thí nghiệm để thu hút cá mập.
Ngành du lịch cá mập có một số đòn bẩy tài chính trong việc bảo tồn động vật này. Một bộ hàm lớn của cá mập trắng có thể giá trị đến 20.000 bảng. Đó là một phần nhỏ của giá trị du lịch của một con cá mập sống; du lịch là một hoạt động kinh tế bền vững hơn để bảo vệ cá mập. Ví dụ, ngành lặn ở Gansbaai, Nam Phi bao gồm sáu nhà khai thác thuyền với mỗi thuyền hướng dẫn 30 người mỗi ngày. Với mức phí từ £ 50 đến £ 150 cho mỗi người, một con cá mập sống duy nhất đến thăm mỗi thuyền có thể tạo ra bất cứ nơi nào từ £ 9,000 đến £ 27,000 doanh thu hàng ngày.

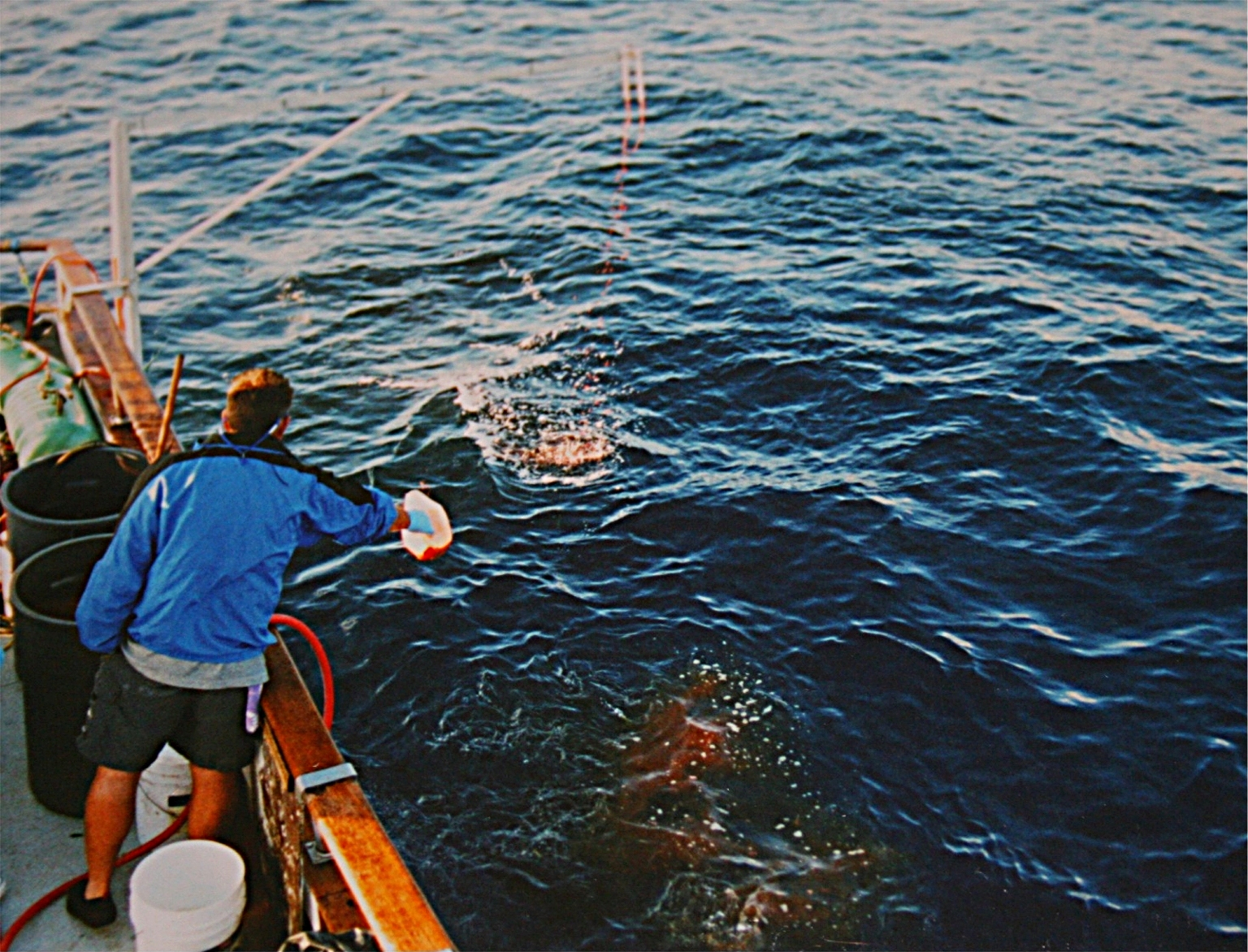
Thả mồi xuống để thu hút cá mập
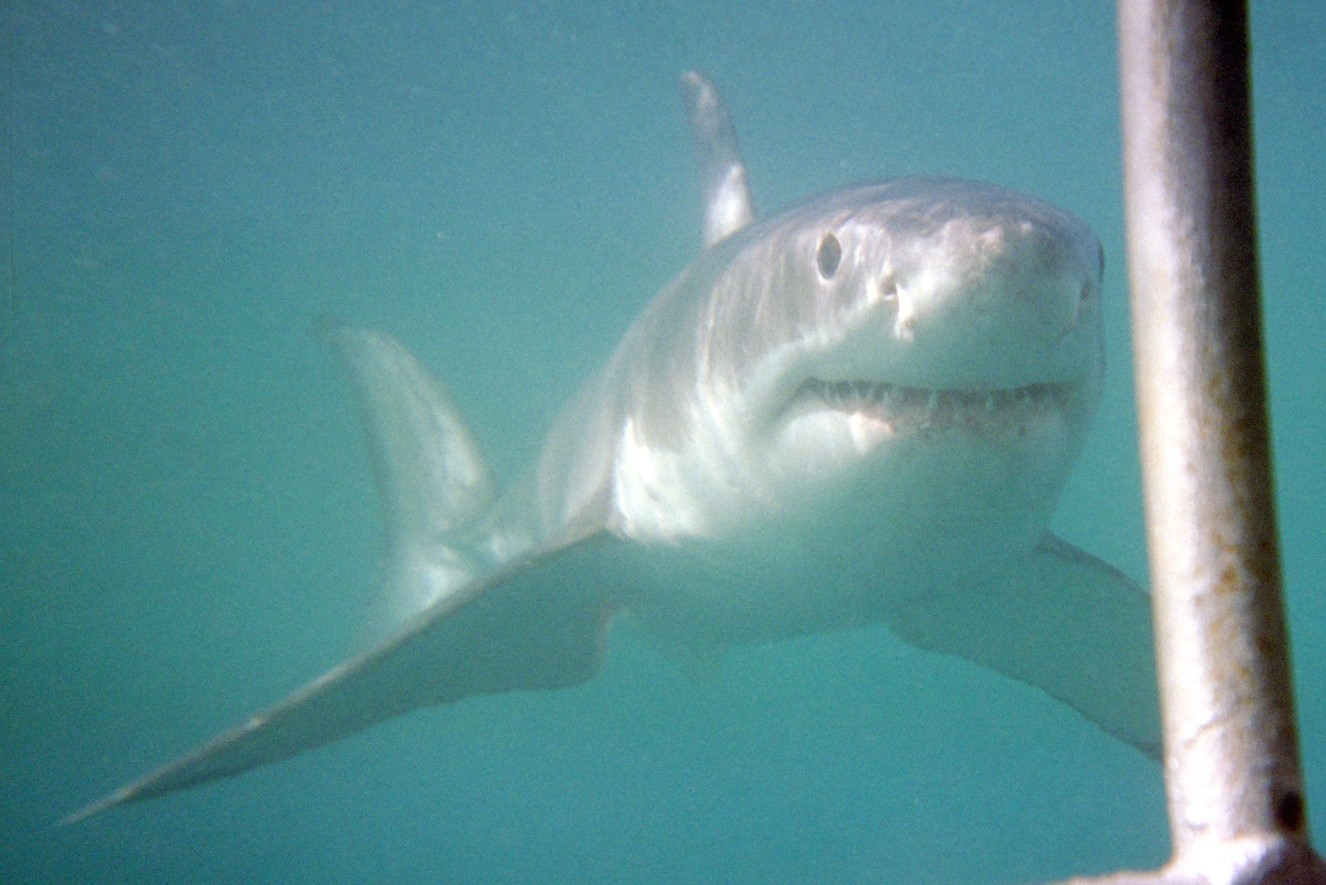
Cá mập đang tiếp cận thợ lặn trong lồng sắt ở đảo Dyer, Nam Phi.

## Hình ảnh

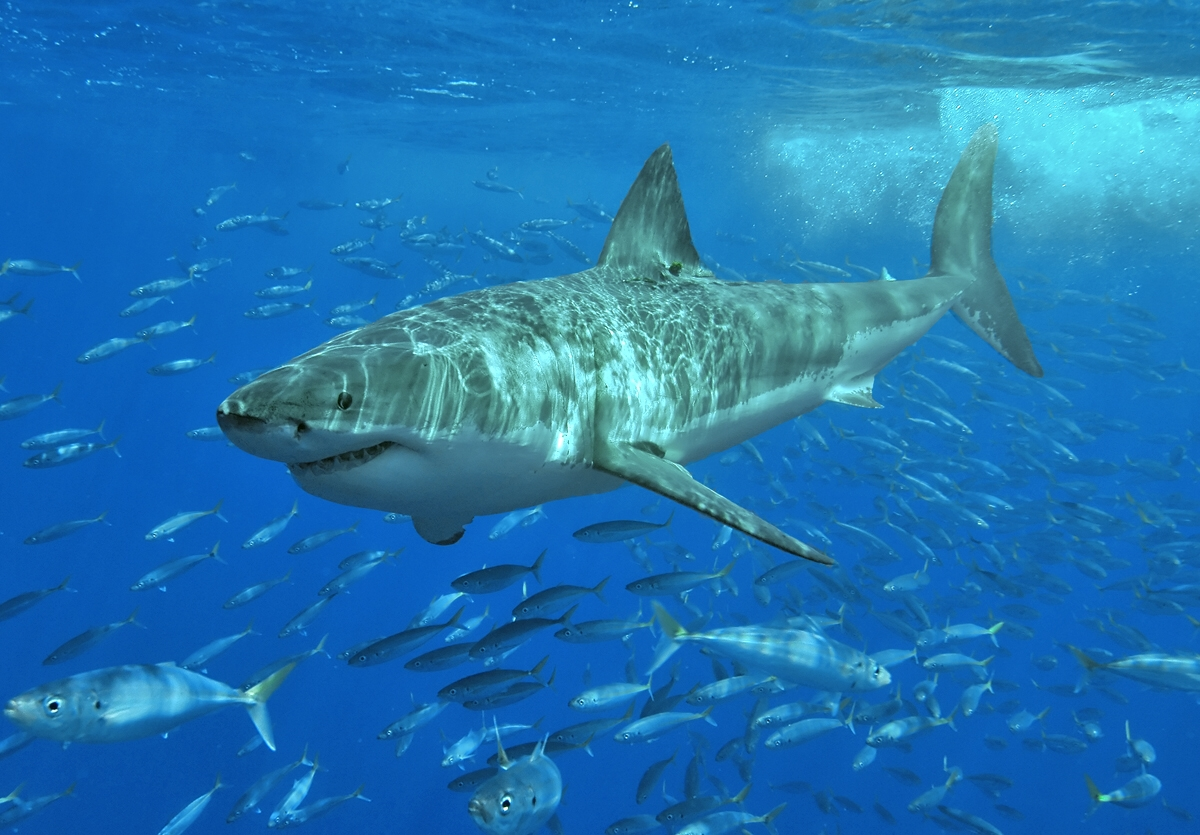
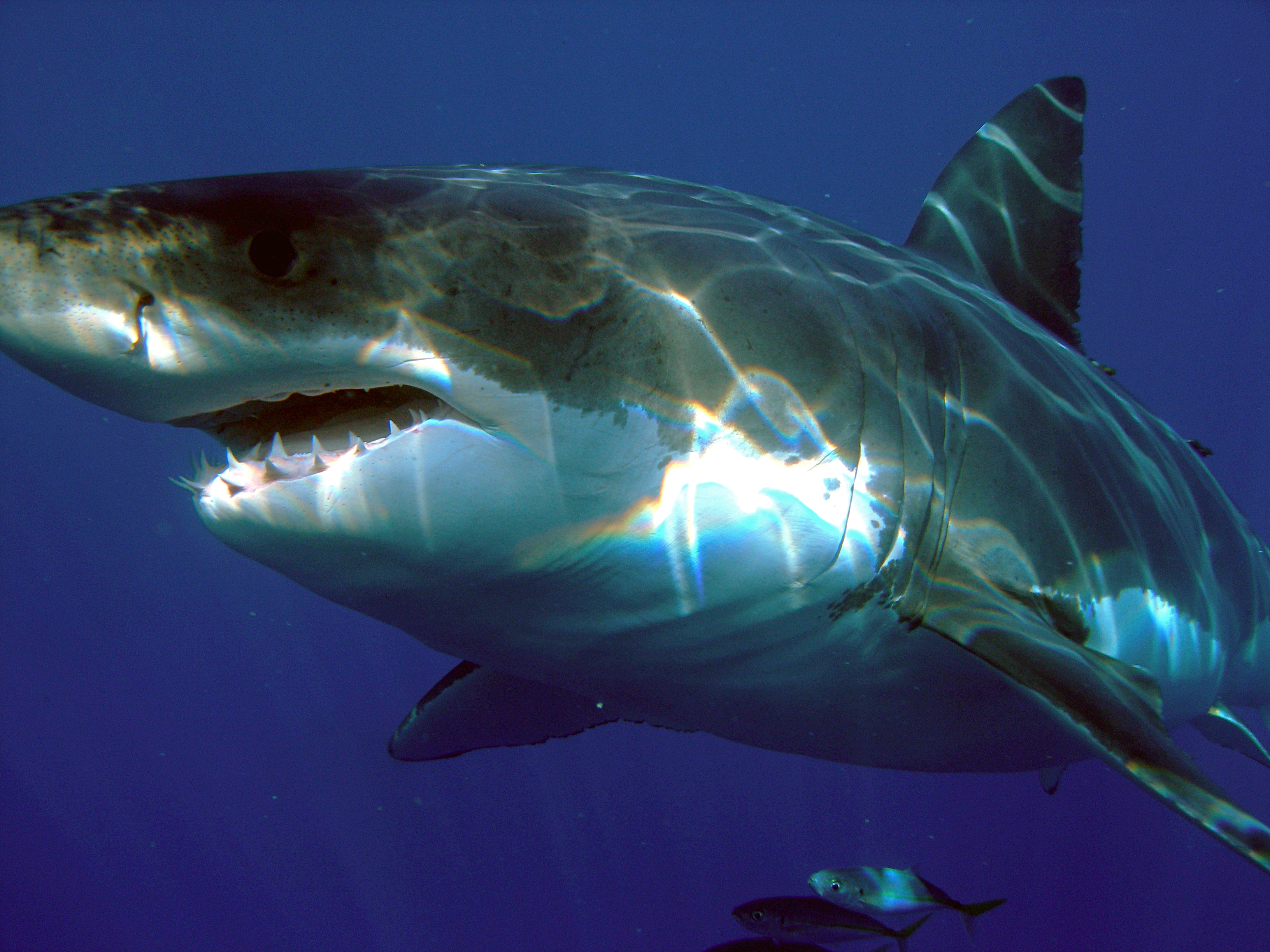
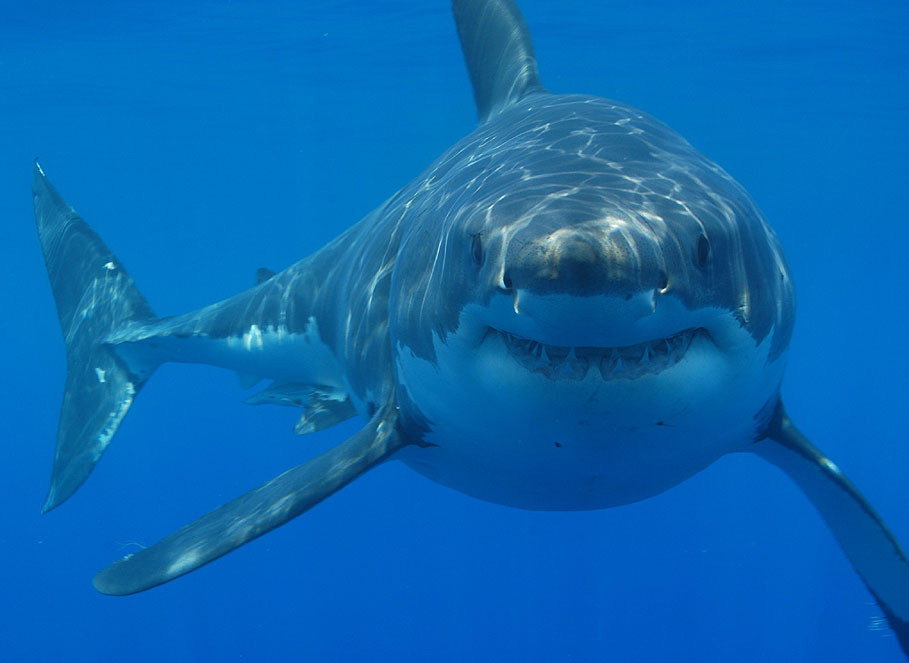